# Mataró
|  | Per a altres significats, vegeu «Mataró (desambiguació)». |

Mataró és una ciutat de Catalunya, capital de la comarca del Maresme. Situada al litoral mediterrani, a uns 30 km al nord-est de Barcelona, ha estat tradicionalment un centre administratiu de rellevància territorial i un pol de dinamisme econòmic. Compta amb prop de 130.000 habitants, essent actualment la vuitena població del Principat i la tretzena dels Països Catalans.
Els seus orígens es remunten a la ciutat romana d'Iluro (segle i aC), sobre la qual s'erigeix el centre històric del municipi. En època medieval i moderna destacà pel conreu de la vinya i pel paper preponderant en el comerç marítim i la construcció naval. L'any 1702 li fou concedit el títol de ciutat i fins a mitjan segle xix fou cap de corregiment i de província marítima, esdevenint un dels nuclis capdavanters de la Revolució Industrial a Catalunya gràcies a la manufactura tèxtil del gènere de punt, la metal·lúrgia i la implantació del cooperativisme obrer. Fruits d'aquest caràcter de capital econòmica foren el primer tren de la península Ibèrica (Mataró-Barcelona, 1848) promogut per Miquel Biada, o la primera autopista de peatge de tot l'Estat espanyol, oberta el 1969 entre Mataró i Montgat. Fins a l'any 2012 la ciutat va ser seu de l'entitat bancària Caixa Laietana, successora de la Caixa d'Estalvis de Mataró (1859) i més tard integrada a Bankia.
Més recentment, l'economia mataronina s'ha orientat envers el comerç i els serveis amb l'obertura de noves instal·lacions estratègiques d'abast supramunicipal com el Port de Mataró (1991), el nou Hospital de Mataró (1999) i el centre comercial Mataró Parc (2000). La ciutat també ha fet una aposta per l'economia del coneixement amb l'impuls del TecnoCampus Mataró-Maresme, un parc universitari sorgit de la fusió de les escoles precedents i adscrit a la Universitat Pompeu Fabra, que ofereix estudis politècnics i de les ciències socials, empresarials i de la salut.
Nombroses persones d'origen mataroní han tingut un paper destacat en l'àmbit de la política i la cultura catalana, entre elles intel·lectuals de primer ordre com Josep Puig i Cadafalch, considerat una de les personalitats més destacades de la Catalunya contemporània, així com Antoni Puigblanch, Melcior de Palau, Josep Goday i Joan Peiró. Els corrents arquitectònics del barroc, el neoclassicisme i el modernisme hi tingueren especial incidència i s'hi poden contemplar edificis remarcables d'aquests estils com la Casa Coll i Regàs o la Nau Gaudí. La ciutat és, també, bressol d'artistes d'anomenada com els escultors Damià Campeny i Manuel Cusachs, el pintor Rafael Estrany, l'escriptor Néstor Luján o el músic Peret.
Diverses entitats mataronines són o han estat rellevants a nivell nacional en diversos àmbits de la cultura i els esports com ara els castells (colla Capgrossos de Mataró), l'excursionisme i l'alpinisme (Agrupació Científico-Excursionista de Mataró) o la natació i el waterpolo (Centre Natació Mataró).
La festa major de Mataró, les Santes, se celebra a l'entorn del 27 de juliol i ha esdevingut en les darreres dècades una de les més potents i conegudes del país, fet pel qual l'any 2010 va ser declarada festa patrimonial d'interès nacional per la Generalitat de Catalunya.

## Toponímia

### Els noms de Mataró
La ciutat de Mataró ha tingut diversos noms al llarg dels seus més de dos mil anys d'història, que s'expliquen a continuació.

#### Iluro

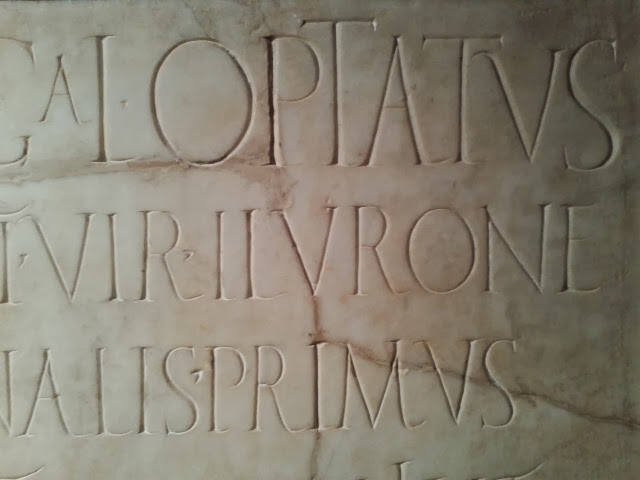
Fragment de la làpida funerària de Lucius Marcius Optatus amb inscripció relativa a Iluro («...vir Ilurone...»)

El nom més antic fou el d'Iluro, donat pels romans a la nova ciutat fundada per a controlar els territoris de l'anterior poblat ibèric anomenat Ilduro o Ilturo, situat al terme veí de l'actual Cabrera de Mar. Aquesta denominació apareix per primera vegada escrita en caràcters ibers en unes monedes del segle ii aC, i poc després en la seva forma llatinitzada en la làpida de Lucius Marcius Optatus (c. 7-10 dC) i en diverses referències d'autors grecollatins com Pomponi Mela, Plini el Vell i Ptolemeu.
Se'n desconeix el significat. Nombrosos historiadors i filòlegs han apuntat a un origen bascoide que significaria «poble o terra d'aigües» o «lloc elevat envoltat d'aigua» (de ilia, població o terra, o il-, lloc elevat i ur, aigua), una etimologia amb relació directa amb el significat de maresmes, que eventualment donà nom a la comarca actual. També s'ha relacionat amb les arrels del basc arcaic ili-, que vol dir ciutat o vila i que hauria originat topònims com Ilerda (Lleida), i lur- o luro que refereix un significat de «terra baixa». Per la seva banda, Antoni Puigblanch va relacionar Iluro amb una divinitat ibera vinculada a la Lluna, establint que el nom de la ciutat voldria dir «temple de la lluna», però actualment és una teoria desacreditada.
L'etimòleg Joan Coromines relaciona l'arrel ILUR- amb un teònim ibero-basco-aquitànic documentat en una estela occitana i a una ara de la Val d'Aran, que es va estendre com a tipus toponímic des de la Bètica i Balears fins al nord d'Aquitània, donant formes com Alaró a Mallorca, Álora a Màlaga, Íllora a Granada, l'illa Oléron a la costa atlàntica gascona o el riu i població Auloron a la regió occitana del Bearn (Oloron en francès).

#### Alarona
Després de les mencions d'Iluro a les fonts clàssiques del segle i i segle ii hi ha un buit documental fins al segle x, en què apareix la forma altmedieval i plenament romànica Alarona (també escrit Larona o Alerona), coherent amb l'evolució de la fonètica històrica del parlar popular. Marià Ribas la considera derivada de l'ablatiu Ilurone mentre Coromines parla de l'acusatiu Iluronem, però en tot cas la hipòtesi de l'evolució fonètica és recolzada per tots els estudiosos contemporanis.
Tanmateix, altres historiadors hi van veure influències externes. En aquest sentit, Joaquim Casas i Carbó donà una explicació d'aquesta evolució per analogia amb altres topònims, segons la qual la terminació -ona de moltes poblacions catalanes provindria de la desinència -dunum cèltica. Al seu torn, Lluís Ferrer i Clariana incidí en un suposat element àrab.

#### Civitas Fracta (Ciutat Freta)

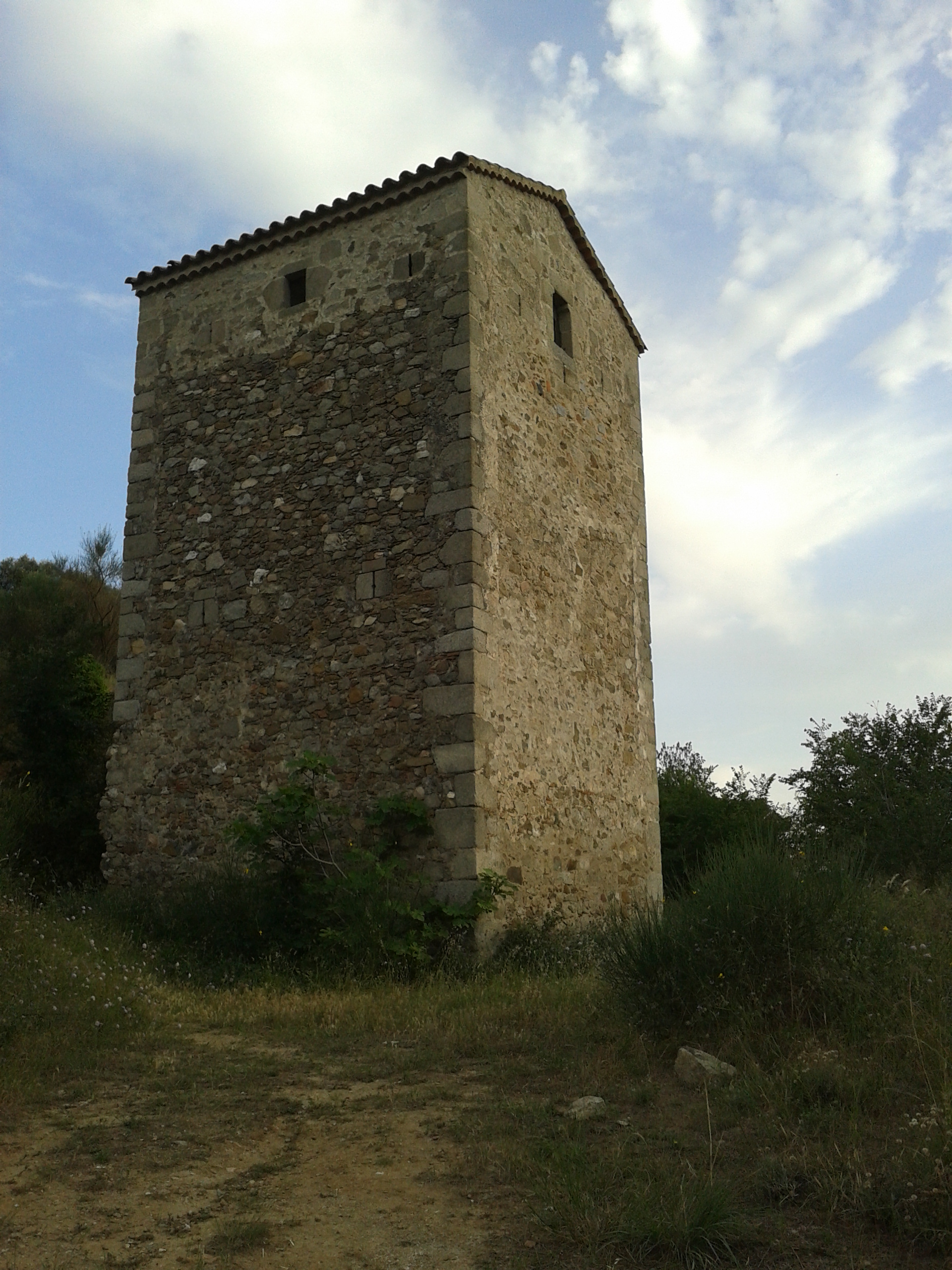
Torre del al turó on antigament hi havia hagut el Castell de Mata, probable origen del nom de Mataró.

A partir del segle xi comença a aparèixer a la documentació Civitas fracta, conjuntament o per separat amb Alarona i després amb Mataró. Aquesta denominació, que també s'escrivia amb la forma vulgar Ciutat freta i sempre acompanyava les mencions a la parròquia de Santa Maria, s'ha traduït habitualment com a «ciutat destruïda o esmicolada», interpretat com una referència a l'estat en què quedà la població després de la conquesta àrab de la península ibèrica i les lluites posteriors entre cristians i musulmans pel control del territori. Tanmateix, també s'han proposat traduccions alternatives que podrien significar «fortificació enderrocada» o «ciutat dividida» entre diverses jurisdiccions feudals.
Josep Balari i Francesc Carreras i Candi apuntaren la possibilitat que aquest nom evidenciés l'existència d'una ciutat i el seu burg o vicus. D'altra banda, la historiadora Coral Cuadrada considera que les dues denominacions es corresponen amb el repartiment de la població mataronina en dos nuclis: un a l'entorn de l'església de Santa Maria (Civitas fracta) i l'altre agrupat al voltant de Sant Martí de Mata (Alarona).

#### Mataró
L'any 1098 apareix per primera vegada el topònim Mataró (escrit Materó) per a designar un castell, anteriorment referit com a torre o castell de Mata, fortificació que s'alçava al Turó d'Onofre Arnau i que està documentada des del 963. L'origen del terme Mata és incert: sovint s'ha assumit que fa referència al recobriment arbustiu del turó, però s'ha apuntat també que podria tractar-se d'un orònim en el sentit de muntanya petita i rodona a partir de l'arrel llatina mat- que designa coses arrodonides i compactes, i que hauria pogut donar lloc a altres topònims com Matadepera o Matagalls.
Pel que fa a l'evolució Mata → Mataró tampoc no hi ha cap certesa, si bé la majoria d'autors consideren que la segona és una derivació fonètica o un diminutiu de la primera. Marià Ribas, seguint una teoria esbossada primer pel Baró de Maldà i posteriorment pel Pare Fita, exposà que Mataró podria ser el resultat d'un encreuament i escurçament de les formes Mata i Alarona/Alaró, després d'un repoblament liderat des del castell arran de la destrucció de la ciutat. Per la seva banda, Coromines es decantà per creure que Materó/Mataró no té relació amb l'anterior topònim Mata sinó que deriva directament del nom de persona d'origen germànic Matheri o Matheroni, documentat al segle xi-xii en terres catalanes i occitanes, també amb les variants Materó, Materonis, Mataronus, Mataró o Matarós.
Sigui com sigui, durant el segle xii el nom Mataró fa referència només al castell i el seu llogarret, mentre que el nucli urbà a l'entorn de Santa Maria és encara referit com a Civitas fracta, però cap a finals del segle xiii aquesta denominació cau en desús i només es manté en les fonts eclesiàstiques. Finalment, Mataró acabà d'imposar-se com a nom del municipi baixmedieval en la documentació escrita a mitjan segle xiv, si bé probablement ho va fer molt abans en la llengua parlada.

### El malnom decapgrossos

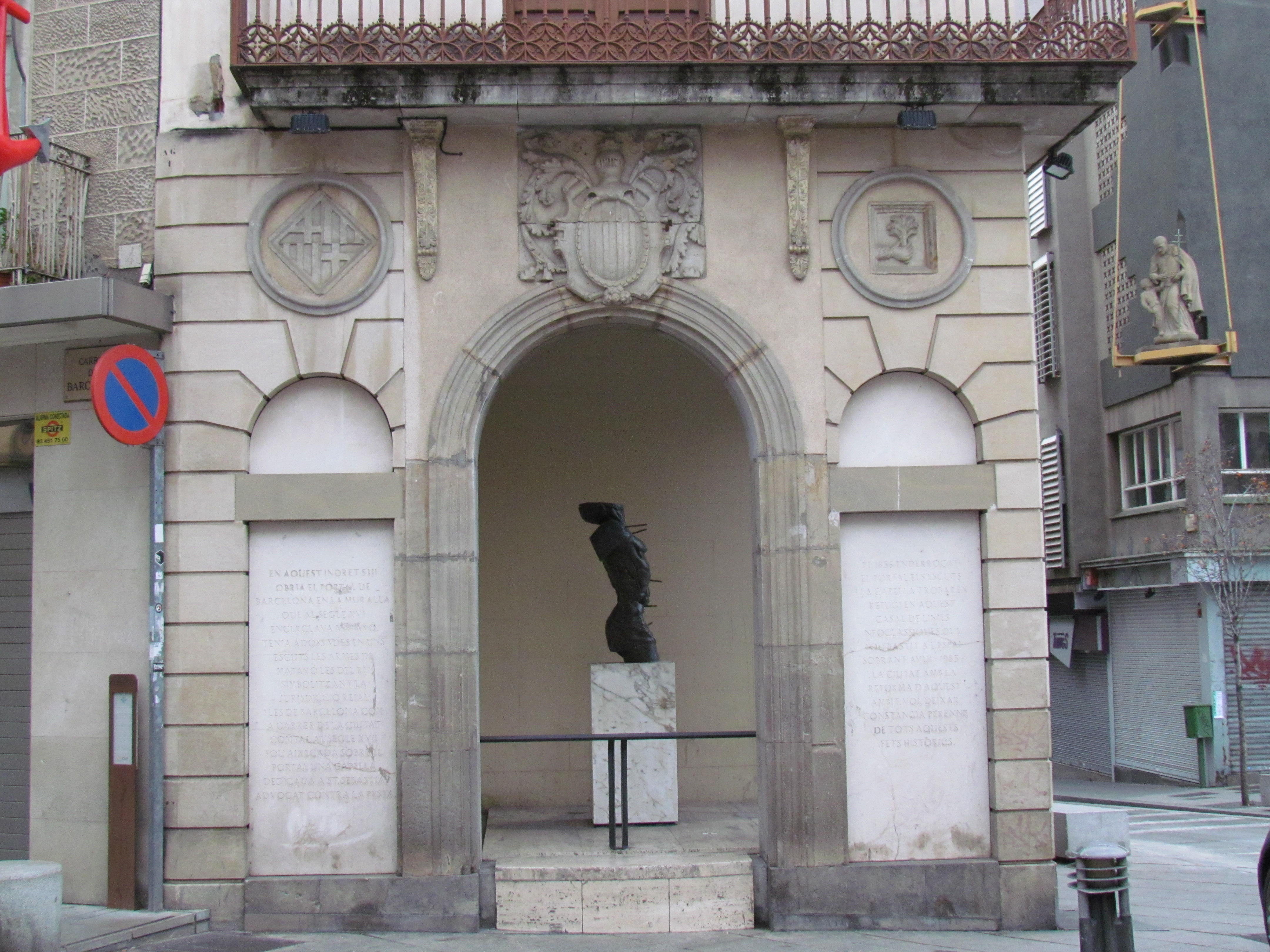
Capella de Sant Sebastià situada en l'indret on abans s'obria el Portal de Barcelona de l'antiga muralla.

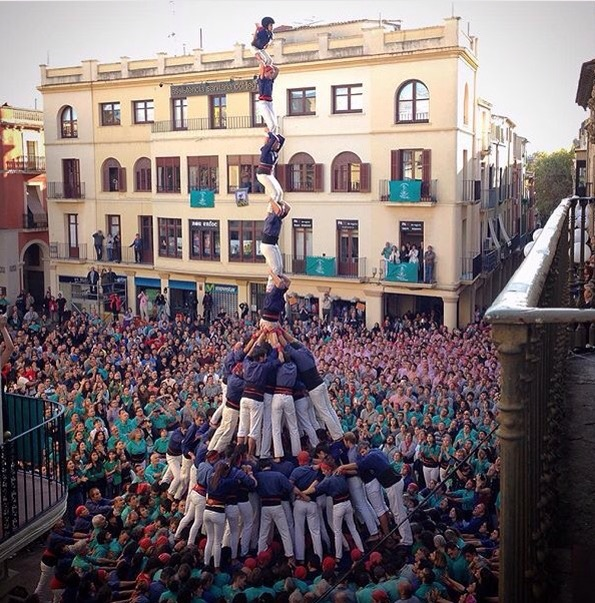
Actuació castellera dels Capgrossos de Mataró.

Els habitants de Mataró són referits habitualment pel malnom de capgrossos, que deriva del terme més antic de caps de bou, documentat ja a mitjan segle xix. El seu origen es deu principalment a la forta rivalitat que va existir entre Mataró i Barcelona a partir de les darreries del segle xviii, moment en què la ciutat maresmenca va gaudir de certs privilegis comercials que li permeteren fer la competència a la capital catalana. L'animadversió entre les dues poblacions va motivar la invenció de les mataronades, suposades anècdotes grotesques protagonitzades pels habitants de Mataró.
Totes les teories apunten com a raó de la denominació de caps de bou algun element situat al Portal de Barcelona de l'antiga muralla de la ciutat, construït al segle xvi i enderrocat l'any 1856, tal com testimonia un poema de l'advocat Joan Gualba escrit el 1874 amb motiu de la construcció d'una torre allà on hi havia hagut l'esmentat portal:
Si un dia, seguint del sigle
la corrent, que tot ho axampla,
volent fer un pas més ampla,
destruït lo portal fou
que tingué Mataró antigua
nomenat de Barcelona,
que lo nom ha donat i dona
a sos vehins de caps de bou,
(...)
Tanmateix, la manca d'evidències arquitectòniques han dut a especular sobre si l'element en qüestió situat al Portal de Barcelona eren uns bucranis, decoració pròpia de l'estil dòric amb forma de cap de bou, o bé alguna ornamentació extravagant semblant a unes banyes a l'entorn de l'escut de la ciutat, que motivés la burla per part dels habitants de les poblacions veïnes.
Actualment, al terme capgròs ha perdut avui la seva connotació negativa i és acceptat de grat pels mataronins, fins al punt que ha esdevingut el nom de diverses iniciatives locals com el setmanari Capgròs o la colla castellera Capgrossos de Mataró.

## Geografia
- Llista de topònims de Mataró (orografia: muntanyes, serres, collades, indrets...; hidrografia: rius, fonts...; edificis: cases, masies, esglésies, etc.).

### Ubicació

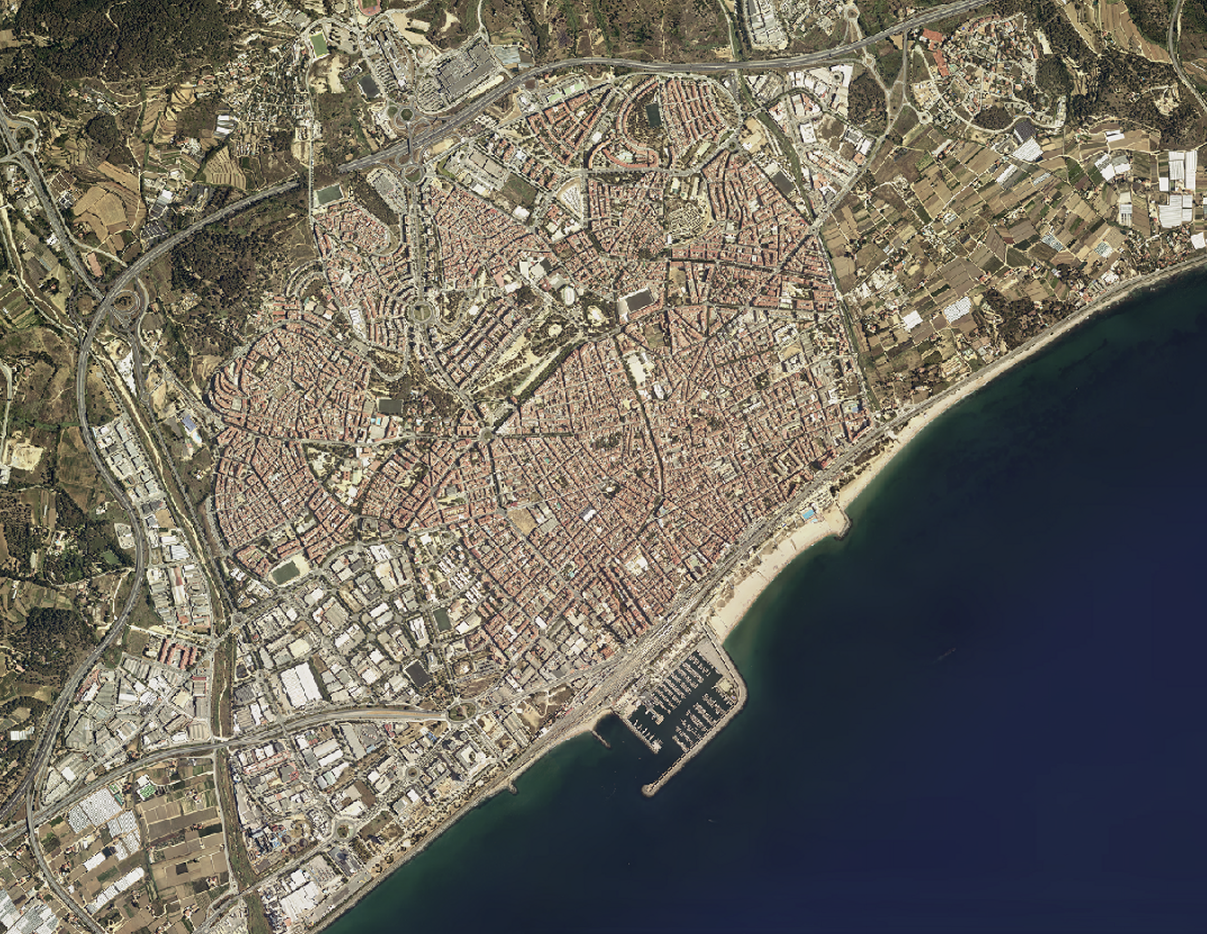
Vista aèria del nucli urbà.

El terme municipal de Mataró se situa entre la Serralada Litoral i el litoral mediterrani, i té una extensió total de 22,53 km². Limita amb els municipis veïns d'Argentona (W), Cabrera de Mar (SW), Dosrius (N) i Sant Andreu de Llavaneres (NE). La seva línia de costa s'allarga uns 6,5 km, entre la desembocadura de la riera d'Argentona i el límit amb Sant Andreu de Llavaneres.
|                | Dosrius | Sant Andreu de Llavaneres |
| Argentona      |         |                           |
| Cabrera de Mar |         | Mar Mediterrània          |

### Clima
Mataró gaudeix d'un clima típicament mediterrani, amb estius càlids i xafogosos i hiverns suaus. En la classificació climàtica de Köppen es correspon amb un clima de transició entre les categories Csa i Cfa. En la divisió climàtica de Catalunya es correspon amb la categoria Mediterrani Litoral Central.
Les temperatures i les precipitacions estan condicionades per dos factors claus: les muntanyes de la Serralada Litoral que actuen com a barrera, tot i la seva altitud modesta, i protegeixen els turons més baixos i la plana dels vents freds d'origen continental de l'oest i del nord, i el mar que exerceix una acció reguladora de la temperatura. Ambdós afavoreixen un clima amb temperatures suaus però humit, que influencia que les temperatures màximes i mínimes siguin menys extremes, però que la població les noti més.
La temperatura mitjana anual és de 16,3 °C i la precipitació anual acumulada de 645 mm. Els mesos més calorosos són juliol i agost, mentre que els més freds són desembre, gener i febrer. Els mesos més plujosos són setembre i octubre.

### Orografia
Mataró s'estén en un pla tancat, per la banda de llevant, per una mena d'estrep de la Serra del Corredor que baixa fins arran de mar, al Turó d'Onofre Arnau (131 m). A ponent, en canvi, s'obre la vall planera que forma la riera d'Argentona. El relleu que envolta la ciutat està format principalment per roca granítica que forma sòls silícics i sorrencs com el sauló. El punt més elevat és el Turó de Tarau (434 m), que fa partió amb Dosrius. Altres cims destacables són el Turó d'en Cabanyes (407 m) i el Turó d'en Dori (363 m), tots dos al límit amb Argentona.
El terme mataroní és travessat per moltes rieres i torrents, que neixen a les extremitats de la serralada i s’adrecen cap a mar. Són cursos secs amb circulació subàlvia, encara que temibles en casos d’aiguats. A banda de l'esmentada riera d'Argentona, els més destacables són la riera de Mata i la riera de Sant Simó, que marca el límit amb la zona agrícola de les Cinc Sénies. Antigament, hi havia cursos d'aigua que travessaven la ciutat actual, com la riera de Cirera i el torrent de Gatassa, avui dia desfigurats per la urbanització.

### Fauna i flora

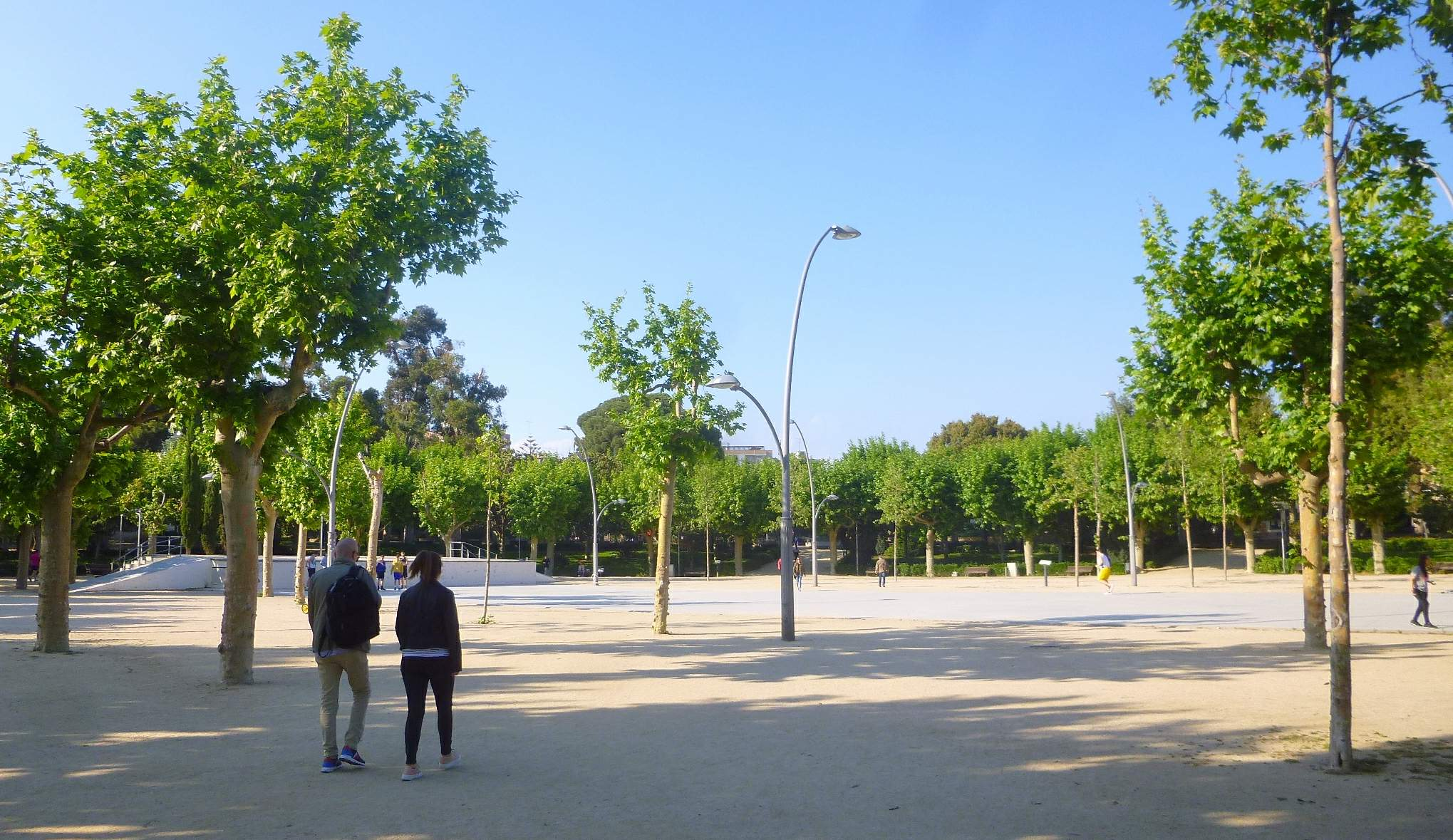
Plàtans del Parc Central de Mataró.

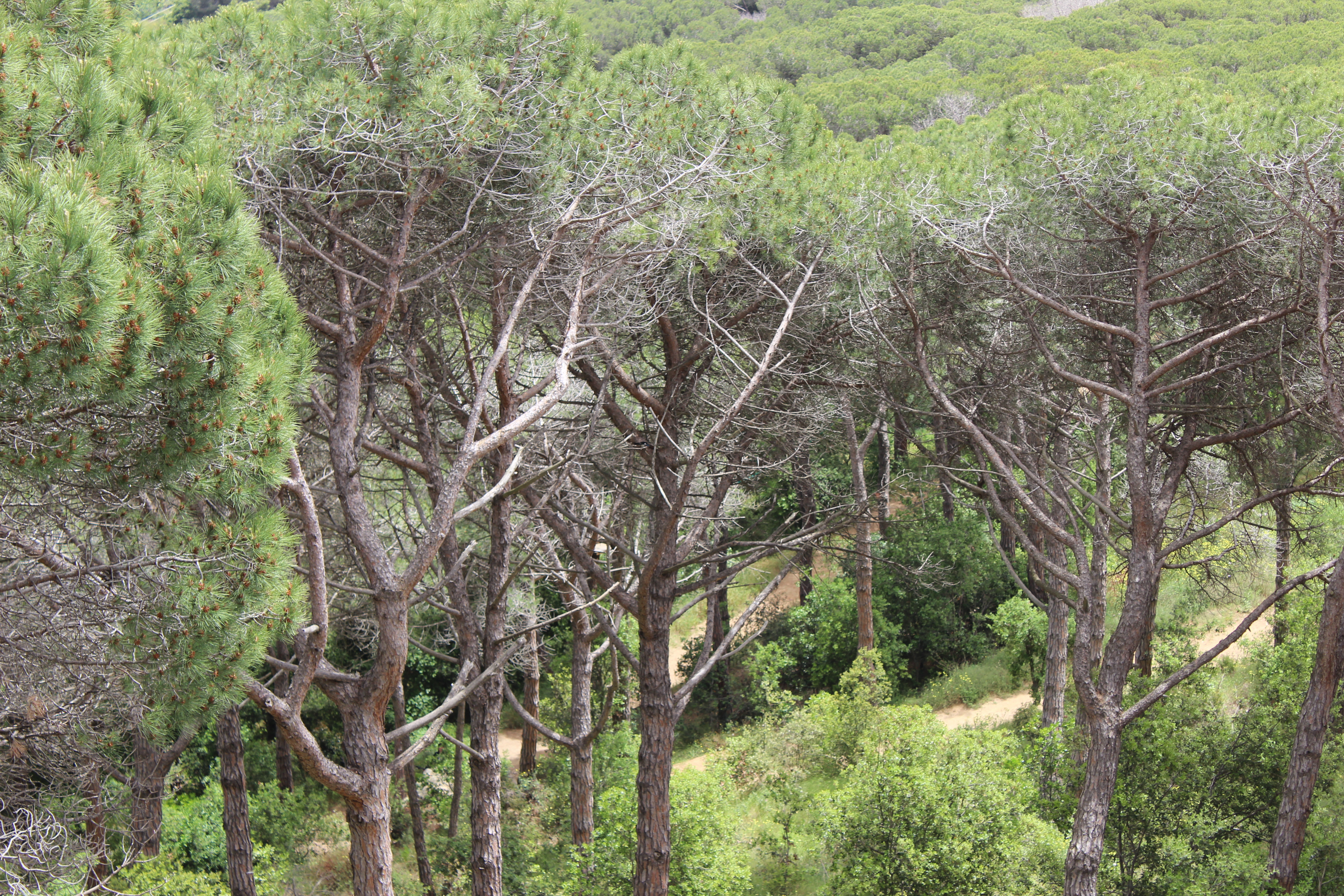
Peus de pi pinyer al Parc Forestal.

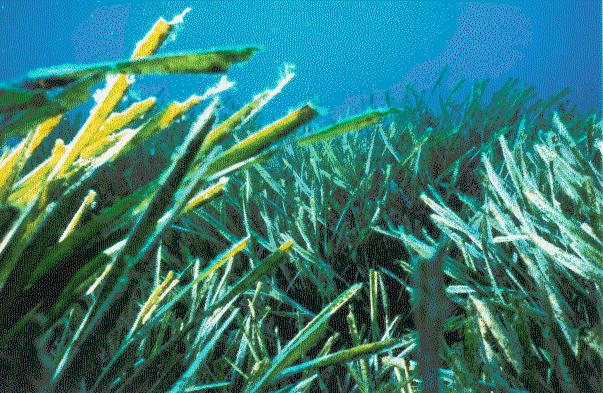
Alguer de posidònia.

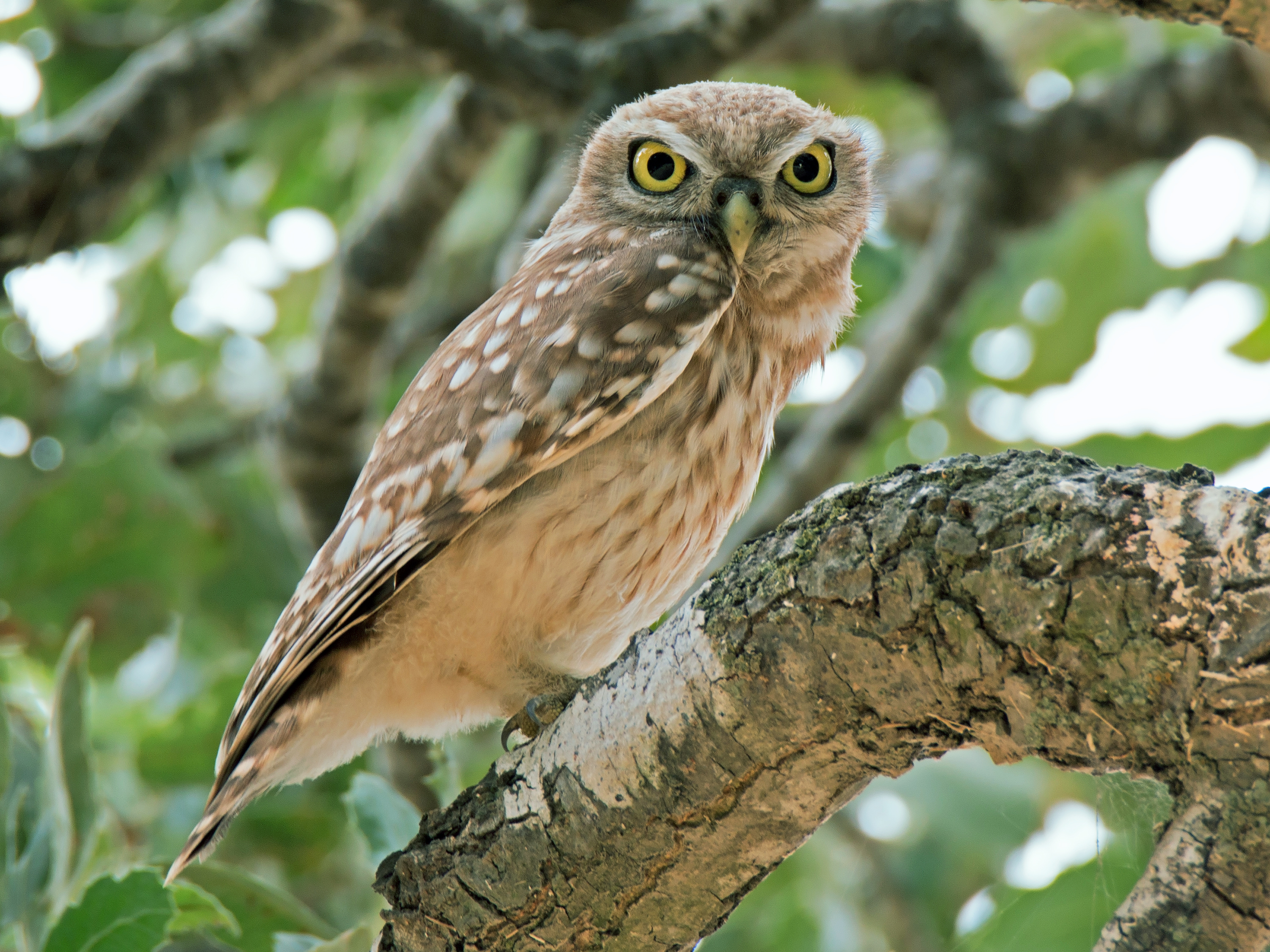
Mussol comú.

La vegetació, com a tota la comarca, és típicament mediterrània; però varia d’acord amb l'espai i l'hàbitat concrets, que es detallen a continuació.

#### Espais urbans
A l'interior de la ciutat la diversitat i freqüència d'espècies vegetals i animals és molt inferior a la dels espais perirubans, però podem trobar arbres típics de les ciutats catalanes com el plàtan d'ombra (Platanus x hispanica) de la part superior de la Riera i la plaça de Santa Anna, o les alzines (Quercus ilex ssp. ilex) de la plaça de l'Ajuntament. En altres punts també hi ha peus de tell (Tilia sp.), lledoner (Celtis australis) i ginkgo (Ginkgo biloba). Al Parc Central i el Nou Parc Central, així com en altres espais ajardinats de Mataró, podem trobar exemplars d'una gran quantitat d'espècies com ara l'eucaliptus, el bedoll, el cedre, el pi pinyer o el xiprer, entre molts altres.
La fauna urbana consisteix principalment en ocells tals com el colom roquer (Columba livia), la merla (Turdus merula) o el pardal comú (Passer domesticus); si bé en els darrers anys s'ha registrat un augment de la presència d'espècies invasores com la tórtora turca (Streptopelia decaocto) i la cotorreta pitgrisa (Myiopsitta monachus). Altres animals presents són mamífers com la rata (Rattus norvegicus), el ratolí comú (Mus musculus) o els gats asilvestrats (Felix silvestris catus), i petits rèptils com la sargantana (Podarcis hispanica) o el dragó comú (Tarentola mauritanica).

#### Espais forestals
Pràcticament tota la superfície forestal del municipi queda inclosa dins el Parc del Montnegre i el Corredor, gestionat per la Xarxa d'Espais Naturals de la Diputació de Barcelona. Els boscos originals d'alzinar litoral dominats per l'alzina (Quercus ilex ssp. ilex) encara són presents a diversos vessants de muntanya, si bé històricament foren substituïts a molts indrets per l'acció humana en favor del pi pinyer (Pinus pinea). Hi ha, també, presència d'alguns rodals d'alzina surera (Quercus suber), sobretot als veïnats de Valldeix i Cirera. Al sotabosc dominen el bruc (Erica arborea), la bruga (Erica scoparia), l'arboç (Arbutus unedo), l'estepa negra (Cistus monspeliensis) i l'estepa borrera (C. salvifolius), el cap d'ase (Lavandula stoechas), la gatosa (Ulex parviflorus), l'argelaga (Calicotome spinosa) i la ginesta (Genista arborea), entre d'altres. S'hi troba també farigola (Thymus vulgaris) i romaní (Rosmarinus officinalis). Cal remarcar igualment el roldor (Coriaria myrtifolia), que en èpoques passades havia tingut molta estima per a l’abastament de les adoberies de la localitat. Quant als bolets, s'hi poden trobar rovellons (Lactarius sanguifluus), pinetells (Lactarius deliciosus), trompetes (Craterellus cornucopioides), rossinyols (Cantharellus cibarius) i apagallums (Macrolepiota procera), entre molts altres.
Pel que fa a la fauna, als espais forestals predominen les espècies pròpies dels boscos mediterranis: mamífers com el senglar (Sus scrofa), la guineu (Vulpes vulpes) o l'esquirol (Sciurus vulgaris); ocells com el gaig (Garrulus glandarius), l'esparver (Accipiter nisus) o el picot verd (Picus viridis); rèptils com la serp verda (Malpolon monspessulanus) i el llangardaix ocel·lat (Lacerta lepida); i amfibis com el tòtil (Alytes obstetricans) o el gripau corredor (Bufo calamita), a més d'una gran quantitat d'insectes, cucs i altres invertebrats.

#### Espais marins
Un dels hàbitats més importants que es poden trobar als entorns de la ciutat és l'Alguer de Mataró, que inclou algunes de les praderies de posidònia (Posidonia oceanica) més ben conservades del litoral català; i que ha estat objecte d'estudi des de l'any 1997. La importància ecològica cabdal de les comunitats bentòniques que es formen a l'entorn d'aquesta planta endèmica de la Mediterrània ha motivat la declaració de 2.906 ha com a zona marítima protegida (Costes del Maresme), inclosa dins el Pla d'Espais d'Interès Natural (PEIN) i la Xarxa Natura 2000.
Al front marítim s'hi poden observar tot l'any aus marines com el gavià argentat (Larus michaelis) o la gavina riallera (Chroicocephalus ridibundus); i, segons l'època, també el corb marí gros (Phalacrocorax carbo), el xatrac comú (Sterna hirundo), el mascarell (Morus bassanus) o les baldrigues.

#### Espais agraris i fluvials
Els espais oberts fora de l'àmbit urbà i no inclosos en les masses forestals són, també, indrets freqüentats per una gran quantitat d'ocells, insectes (particularment lepidòpters) i petits mamífers que s'hi alimenten. En aquest sentit, és destacable l'àmbit agrari de les Cinc Sénies, que ocupa més de 200 ha de cultius diversos, on hi ha nombrosos peus de garrofer (Ceratonia siliqua) i s'hi poden veure espècies com el senglar, la perdiu (Alectoris rufa) o el mussol comú (Athene noctua).
Altres llocs interessants per la fauna i flora que s'hi pot trobar són les diverses rieres del municipi com les d'Argentona, Sant Simó i Mata; si bé les comunitats vegetals originàries —tals com l'alocar o la gatelleda— han estat substituïdes en la majoria d'indrets pel canyar dominat per la canya comuna (Arundo donax), planta invasora que desplaça i impossibilita el creixement de les espècies autòctones.

## Història

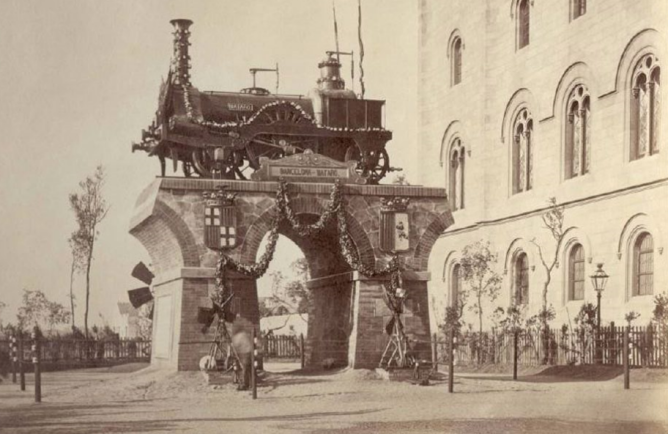
Monument a La Mataró, tren que feia el recorregut Mataró-Barcelona, a la plaça de la Universitat de Barcelona (1878)

La ciutat de Mataró té el seu origen a l'època romana, quan es va fundar Iluro. S'han trobat nombroses restes arqueològiques de la vila romana, sobretot al nucli antic de la ciutat, on s'han descobert fonaments de les cases romanes i zones de clavegueram. La via romana més antiga documentada epigràficament a la península és la que enllaçava els poblats d'Iluro i el d'Ausa, construïda entre el 120 aC i el 110 aC. Al barri del Pla d'en Boet es conserven les restes de la Vil·la Torre Llauder, del final del segle i aC, que quedava fora de les muralles de l'antiga Iluro.

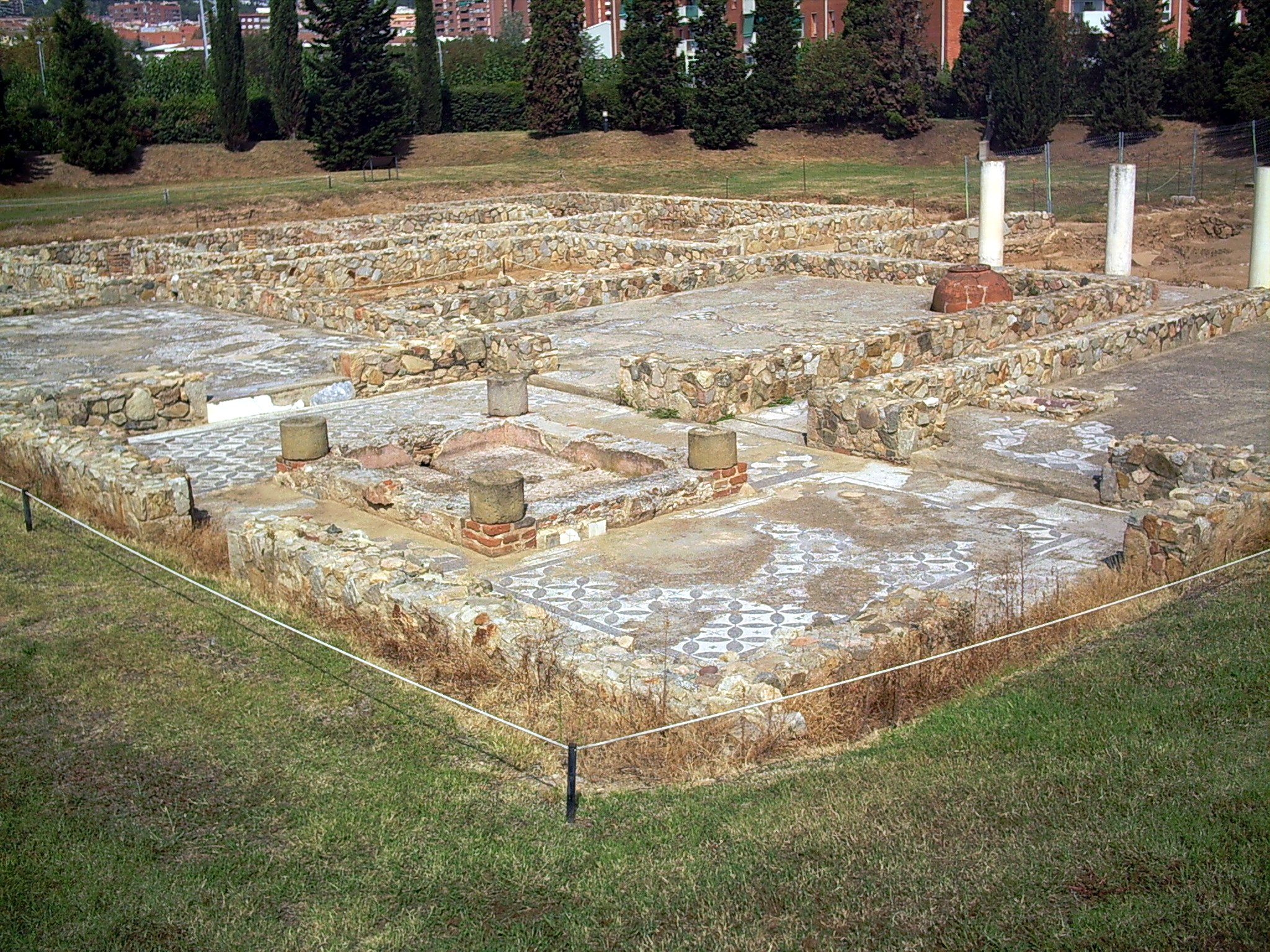
Jaciment arqueològic de la vil·la romana de Torre Llauder (s. I dC)

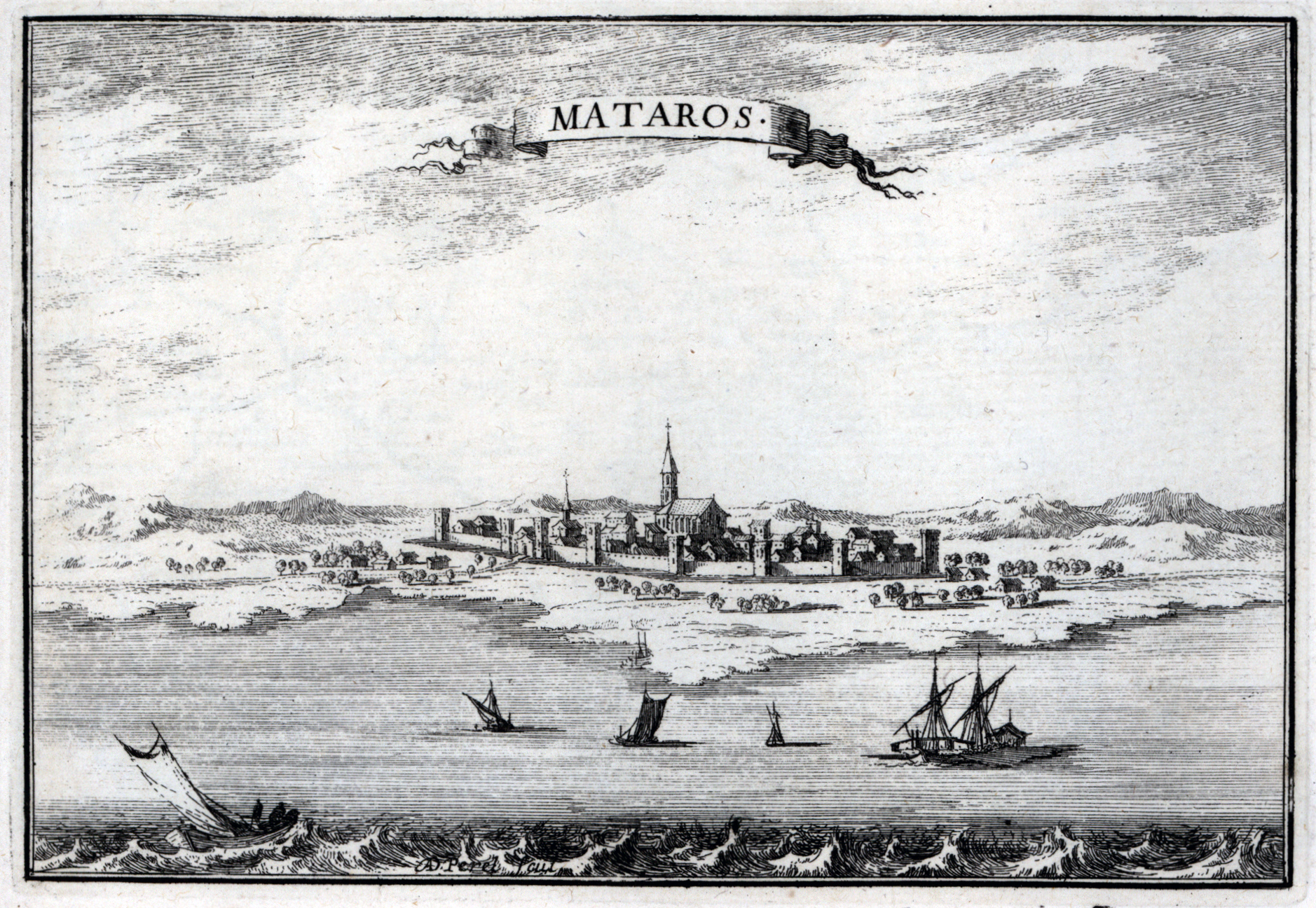
Vista panoràmica de Mataró (1668)

L'aspiració contínua de desfer-se de la jurisdicció feudal, al segle xvi, va fer crear una defensa permanent de la vila per a la seguretat dels seus habitants. L'any 1480 el rei Ferran el Catòlic va atorgar el privilegi d'incorporar-se definitivament a la Corona, que representava també la formació definitiva del municipi de Mataró. Durant el segle xvi va quedar enllestida la muralla.
Al segle xvi, Mataró era una petita vila edificada al voltant de l'església de Santa Maria i de la Plaça Gran. El seu important i progressiu creixement econòmic i demogràfic va fer necessari i a la vegada possible la construcció d'una segona muralla i la incorporació de nous espais urbans.
Les Muralles de Mataró, construïdes entre 1569 i 1600 van ser projecte de l'enginyer reial Jorge de Setara. Es poden veure trams de la muralla actualment al carrer Muralla dels Genovesos (recentment restaurada), al carrer Muralla D'en Titus i per sobre del Camí Ral. També queden les restes d'una torre de la muralla al pati d'un edifici privat al carrer Hospital. El projecte d'emmurallament de la vila es va prolongar més de trenta anys a causa de l'escassetat econòmica i les disputes sobre el traçat d'aquesta.
La muralla disposava de set portals i accessos, el més destacat era el de Barcelona (actual carrer Barcelona amb plaça Santa Anna), del qual es reprodueixen els escuts del principat, de Mataró i de Barcelona. Els escuts originals actualment figuren sobre la cel·la dedicada a Sant Sebastià. Del portal de Valldeix encara es pot percebre la silueta a l'encreuament entre els carrers de La Coma i de Sant Francesc d'Assís. Els altres portals eren els d'Argentona, Cabrera, Sant Josep, Sant Feliu, el Pou de la Sínia i la Penya d'en Roig o Portalet.
Al llarg de la guerra de Successió espanyola van anar canviant de bàndol, per evitar problemes, depenent de l'exèrcit que apareixia a la rodalia de la ciutat, i quan la flota aliada es presenta al Maresme és la primera a declarar-se per Carles i aixeca un regiment comandat per Salvador Mataró per ajudar els aliats a prendre Barcelona el 1705. Elisabet Cristina de Brunsvic-Wolfenbüttel, promesa del rei Carles III d'Aragó va arribar a Mataró el 25 de juliol de 1708, poc després de la victòria aliada a la batalla d'Oudenaarde, instal·lant-se al palau de Jaume de Baró. L'1 d'agost de 1708 la parella es casà a l'església de Santa Maria del Mar de Barcelona.
La vila fou bombardejada pels anglesos el 1742 durant la Guerra de Successió Austríaca. La industrialització de la ciutat va arrencar l'any 1839, quan s'instal·là el primer motor a vapor per a accionar una fàbrica tèxtil. Des d'aquest moment el sector tèxtil, d'antiga tradició artesanal, se situà al centre de l'activitat econòmica.
La capital del Maresme va viure un gran creixement industrial, que va comportar l'arribada de milers d'immigrants. Aquesta arribada d'immigrants va fer-se especialment evident durant les dècades dels anys 60 i 70, quan desenes de milers d'immigrants espanyols provinents de regions com Andalusia i Extremadura (principalment), van instal·lar-se a la perifèria de Mataró, creant els barris de Cerdanyola, Cirera, Rocafonda i la Llàntia, entre d'altres. Aquests barris eren sovint molt llunyans del centre de la ciutat, ja que els nouvinguts no tenien prou diners per a poder instal·lar-se al nucli urbà.
Els habitants d'aquests nous barris van viure situacions molt precàries, atès que l'Ajuntament mataroní no els prestava cap atenció.
Durant la dècada de 1960, van aparèixer associacions veïnals als barris per millorar les condicions de vida dels seus habitants, i reivindicar l'ajuda de les institucions públiques.
Amb la restauració de la democràcia, es va aconseguir millorar les infraestructures de la ciutat i aconseguir la connexió entre els diferents barris, amb l'aprovació del Pla General d'Ordenació Urbana del 1977, i la revisió d'aquest, el 1993, projectant la Via Europa, eix perpendicular a la costa, que unia els barris perifèrics, abans allunyats entre ells, i també del nucli urbà.

## Demografia

### Evolució històrica de la població
| 1497 f | 1515 f | 1553 f | 1717  | 1787  | 1857   | 1877   | 1887   | 1900   | 1910   |
| ------ | ------ | ------ | ----- | ----- | ------ | ------ | ------ | ------ | ------ |
| 123    | -      | 23657  | 5.918 | 9.657 | 16.595 | 17.413 | 18.425 | 19.704 | 19.918 |

| 1920   | 1930   | 1940   | 1950   | 1960   | 1970   | 1981   | 1990    | 1992    | 1994    |
| ------ | ------ | ------ | ------ | ------ | ------ | ------ | ------- | ------- | ------- |
| 24.125 | 28.034 | 29.920 | 31.642 | 41.128 | 73.129 | 96.467 | 101.882 | 101.527 | 101.527 |

| 1996    | 1998    | 2000    | 2002    | 2004    | 2006    | 2008    | 2010    | 2012    | 2014    |
| ------- | ------- | ------- | ------- | ------- | ------- | ------- | ------- | ------- | ------- |
| 102.018 | 103.265 | 104.659 | 109.298 | 114.114 | 118.748 | 119.780 | 122.905 | 124.084 | 124.280 |

| 2016    | 2018    | 2020    | 2022    | 2024    | 2026 | 2028 | 2030 | 2032 | 2034 |
| ------- | ------- | ------- | ------- | ------- | ---- | ---- | ---- | ---- | ---- |
| 125.517 | 126.988 | 129.661 | 128.956 | 131.798 | -    | -    | -    | -    | -    |

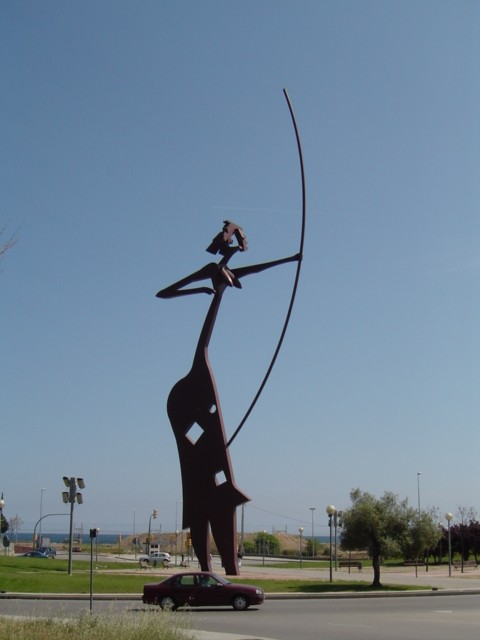
Escultura Laia l'arquera, obra de Josep Maria Rovira (1998) emplaçada a la Porta Laietana.

La població de Mataró, des que es tenen registres fiables, ha anat augmentant ininterrompudament d'acord amb la tendència de creixement econòmic del país i de la ciutat. Particularment, a partir de l'edat moderna Mataró anà consolidant-se com a població amb un pes demogràfic rellevant, essent el 1708 la cinquena ciutat en habitants de tot Catalunya i el 1860 la tercera de la província, només darrere de Barcelona i de la Vila de Gràcia. A finals del segle xix la població s'havia doblat respecte a l'inici de la centúria i tornà a créixer amb força a la dècada de 1920 gràcies a l'impuls de la indústria mataronina.
La Guerra Civil (1936-1939) i la situació econòmica de postguerra alentiren el creixement, però a partir dels anys cinquanta i sobretot als seixanta del segle xx una nova onada d'immigrants provinents principalment d'Andalusia, Extremadura, Castella i Lleó i Múrcia provocaren una gran expansió demogràfica i urbanística de la ciutat. Després d'un estancament a la dècada dels anys noranta, la població tornà a augmentar a primers del segle xxi, ara amb persones nouvingudes procedents majoritàriament del Magrib, la Xina, l'est d'Europa i Sud-amèrica.

### Característiques de la població actual
L'any 2019 el 37,1 % de la població censada a Mataró era nascuda fora de Catalunya, repartida pràcticament en parts igual entre l'origen espanyol i la provinença de fora de l'Estat.
| Població per lloc de naixement | Població per lloc de naixement | Població per lloc de naixement |
| ------------------------------ | ------------------------------ | ------------------------------ |
| Catalunya                      | 80.703                         | 62,9%                          |
| Resta de l'Estat               | 24.333                         | 19,0%                          |
| Estranger                      | 23.229                         | 18,1%                          |
| Total                          | 128.265                        | 100%                           |

## Economia

### Agricultura

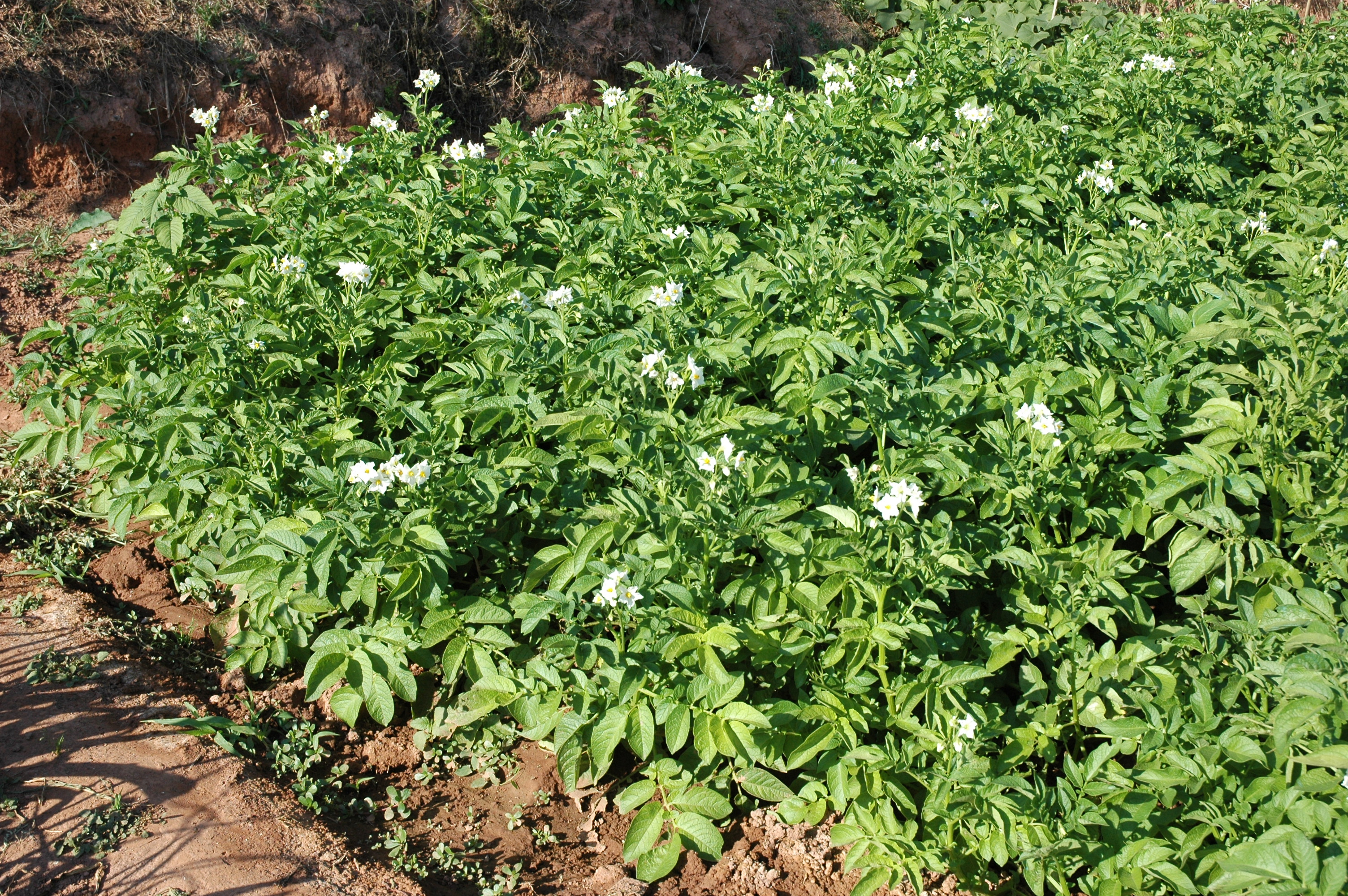
Cultiu de patata.

#### El pas de la vinya al regadiu
Com a la majoria de les poblacions de la comarca, la vinya era antigament la base de l'agricultura local, però la invasió de la fil·loxera a la darreria del segle xix en va reduir considerablement la superfície de conreu. Tanmateix, gràcies a la repoblació dels ceps amb peus americans, més resistents a les malures, la producció de vi encara va tenir força importància fins ben entrat el segle xx.
Paral·lelament a la regressió de la vinya es va anar incrementant el conreu de regadiu, sobretot a partir del moment en què es va utilitzar l'energia elèctrica per a l'extracció de les aigües subterrànies. La plataforma quaternària que limita amb el mar, formada per l'acumulació de sorres i graves procedents de la disgregació del granit, resulta molt propícia per al regadiu, tant per l'existència de capes freàtiques com per la bona permeabilitat dels sòls. Les zones d'horta més fèrtils es troben al pla de Sant Simó i les Cinc Sénies, al cantó de llevant, i al pla d'en Boet, amb el Rengle i el Camí del Mig, fins a la riera d'Argentona, al cantó de ponent. En aquesta darrera direcció és on l'acció urbanitzadora ha engolit més parcel·les dedicades a l'horticultura. Hi ha també llenques d'horta situades a més altura, però no tenen la importància dels indrets planers.

#### LesMataró's Potatoesi l'exportació d'hortalisses
El conreu de la patata primerenca arrencava de la fi del segle xix i s'havia consolidat vers el 1910 amb l'adopció principalment de la llavor anglesa Royal Kidney, que era la que s'avenia millor amb aquesta classe de producció hortícola. L'increment en l'exportació del producte va fer que el 1932 es declarés obligatòria la denominació d'origen «Mataró» per a aquesta classe de tubercle obtingut a la comarca i les zones limítrofes, des de Sant Martí de Provençals fins a Sant Feliu de Guíxols i algunes poblacions del Vallès, donant lloc a la cèlebre denominació Mataro's Potatoes, molt conegudes i apreciades als mercats britànics.
D'altres productes que també s'exportaven des de l'horta mataronina eren els pèsols indians i l'enciam Trocadero, que arribava fins a Alemanya, Suïssa o Txecoslovàquia. El potencial agrícola d'aquesta etapa donaren lloc a la creació de sindicats de productors com ara la Societat de Pagesos de Mataró i Litoral. L'esclat de la Guerra Civil Espanyola i la Segona Guerra Mundial van estroncar aquest creixement, que es va reprendre a partir de 1954, sense arribar mai a assolir el volum anterior.

#### L'agricultura actual
Malgrat la pèrdua general contínua de terreny agrícola en favor de la urbanització, encara es manté al terme una bona producció d'hortalisses: tomàquet, mongeta del ganxet, carxofa, pèsol de la floreta, patata, ceba, bleda i espinac. El cultiu es realitza tot aplicant les tècniques de conreu intensiu amb l'ús d'hivernacles, umbracles, reg per aspersió, etcètera. També s'hi desenvolupa el conreu de flors com el clavell i de plantes ornamentals.
L'activitat es concentra sobretot en unes 750 hectàrees de l'espai agrari Cinc Sénies-Mata-Valldeix, que compta amb una associació agrària específica i que ha estat reconegut com «una aposta estratègica de futur de la ciutat» per part de l'Ajuntament.

## Paisatge urbà

### Divisió administrativa
Mataró es divideix administrativament en onze barris. El més poblat és el barri de l'Eixample, amb 32.000 habitants, seguit molt de prop pel de Cerdanyola. El menys habitat és el barri de la Llàntia, amb poc més de 4.000 persones empadronades.
Pel que fa a la superfície, els dos barris més extensos són Vista Alegre (925 ha), que inclou diverses urbanitzacions a la falda de la muntanya i pràcticament tota la superfície forestal del municipi, i El Palau–Escorxador (528,9 ha), que incorpora la zona agrícola de les Cinc Sénies.
També hi ha a la ciutat altres barris amb molt de caràcter i arrelament com el de L'Havana, que tanmateix no compta amb una divisió administrativa pròpia.
| Barri               | Àrea (ha) | Població (2019) | Plànol dels barris de Mataró |
| ------------------- | --------- | --------------- | ---------------------------- |
| Centre              | 29        | 4.683           |                              |
| Cerdanyola          | 143,7     | 31.194          |                              |
| Cirera              | 123,8     | 10.596          |                              |
| Eixample            | 184,9     | 32.008          |                              |
| El Palau–Escorxador | 528,9     | 7.247           |                              |
| Els Molins          | 37,8      | 5.884           |                              |
| La Llàntia          | 21,7      | 4.063           |                              |
| Peramàs             | 20,9      | 7.928           |                              |
| Pla d'en Boet       | 198,1     | 5.631           |                              |
| Rocafonda           | 24,6      | 11.562          |                              |
| Vista Alegre        | 925       | 7.495           |                              |
| TOTAL MATARÓ        | 2.238,4   | 128.291         |                              |

### Parcs i jardins

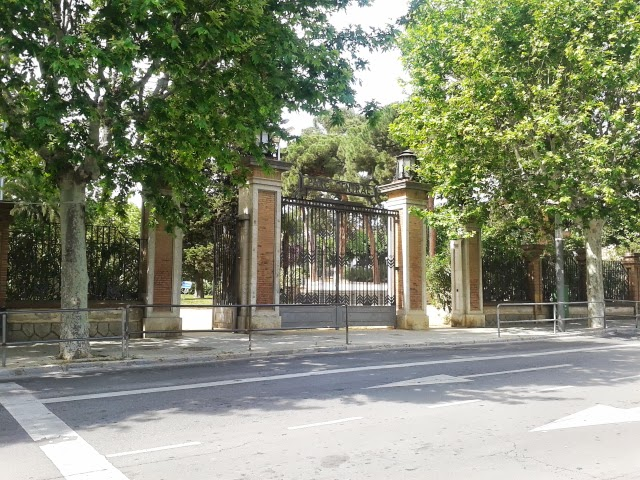
Porta principal del Parc Central.

La ciutat compta amb diversos espais verds dins de la trama urbana. El més emblemàtic és el Parc Central de Mataró, inaugurat l'any 1893, on vorejats per una tanca perimetral es troben arbres de gran envergadura. A continuació d'aquest s'emplaça el Nou Parc Central, de l'any 2000, un espai de gran extensió (15,6 ha) que ha esdevingut l'autèntic pulmó verd de la ciutat.
Altres espais d'una especial rellevància són els Jardins de l'Antic Escorxador, que des del 2013 allotgen la Biblioteca Pública Antoni Comas i altres equipaments municipals; i el Parc de Can Boada, un parc quasi forestal de 2 ha, que s'enfila dalt d'un turó molt cèntric i que allotja un edifici singular obra de Jeroni Boada. En darrer terme, també hi ha diversos espais repartits en els diferents barris de la ciutat, com el Parc de Cerdanyola, el Parc del Nord o el Parc de Can Clavell.
Als afores de la ciutat hi ha el Parc Forestal, un gran espai afeixat situat al Turó d'en Dori que inclou 25 ha de pineda, alzinar i sureres. Dotat amb diversos equipaments, és molt freqüentat pels habitants de la ciutat per a realitzar-hi activitats esportives, pícnics i trobades familiars.

### Platges i front marítim

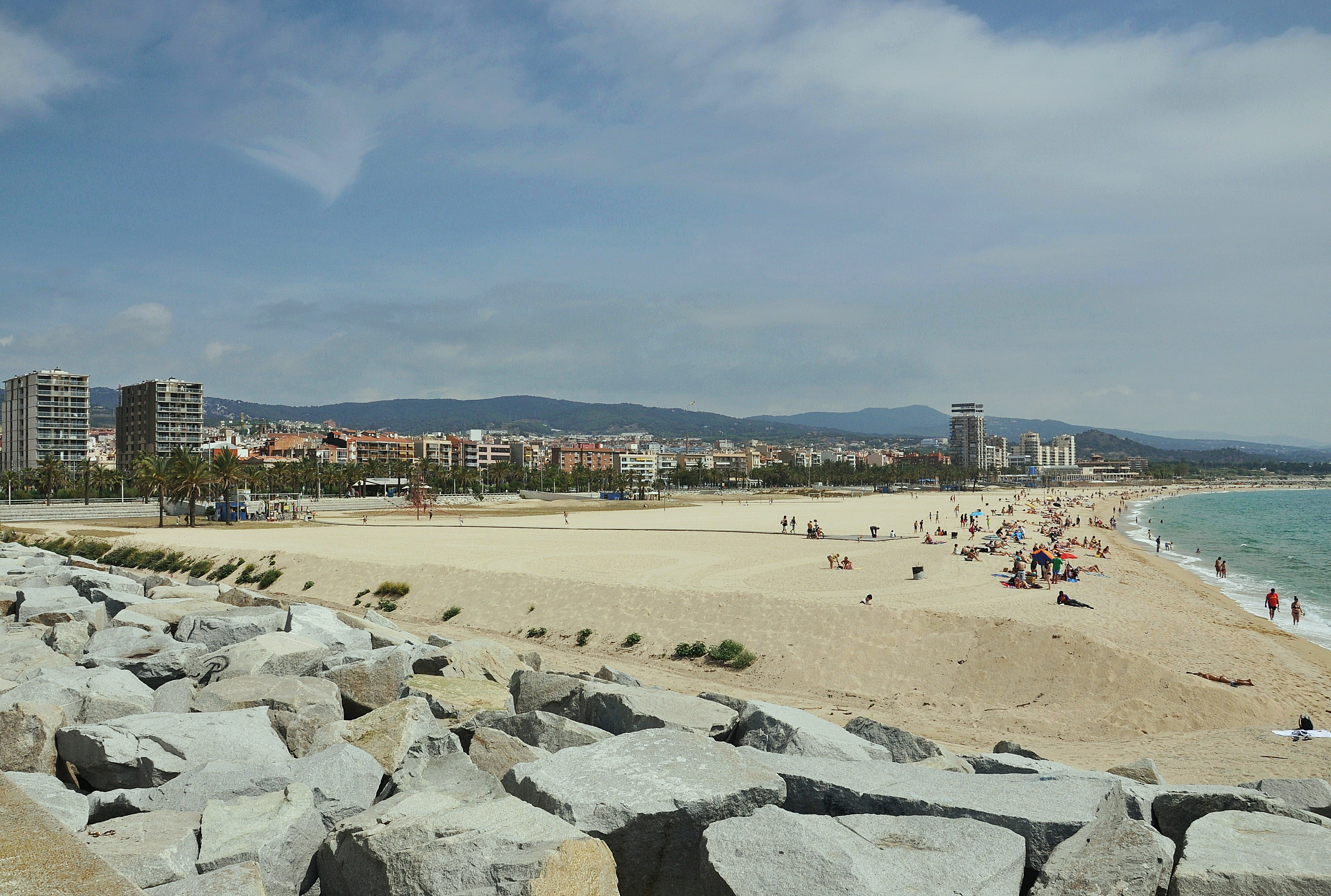
Platja del Varador.

Com a ciutat que ha crescut ben arran de la mar, Mataró compta amb un important Passeig Marítim que recorre la costa al llarg dels 2,2 km de platges de la ciutat, des de la riera de Sant Simó fins a la Platja de Ponent. Més enllà, hi ha la possibilitat de connectar amb les poblacions veïnes de Sant Andreu de Llavaneres i Cabrera de Mar.
El passeig marítim disposa de nombrosos espais per a l'esbarjo, equipaments esportius a negocis de restauració. En destaquen les instal·lacions del Centre Natació Mataró i l'accés al Port de Mataró, que al seu torn acull també diversos bars i restaurants. En diverses ocasions al llarg de l'any, aquesta gran avinguda costanera acull la celebració de concerts i altres espectacles.
Pel que fa a les platges, se'n diferencien quatre de dimensions molt variables, totes elles amb servei de salvament i socorrisme durant la temporada d'estiu i equipades amb diverses instal·lacions: lavabos, dutxes, passeres de fusta, xarxes de voleibol, jocs infantils, etcètera. En sentit oest-est són les següents:
- Platja de Ponent (180 x 30 m.): situada a recer del Port, és la més petita i la menys freqüentada
- Platja del Varador (765 x 125 m.): disposa del distintiu de Qualitat Turística
- Platja del Callao (400 x 50 m.): disposa del distintiu de Qualitat Turística
- Platja de Sant Simó (1.000 x 30 m.): la més allargada i menys artificial, més enllà de la darrera guingueta hom hi practica el nudisme

## Llocs d'interès

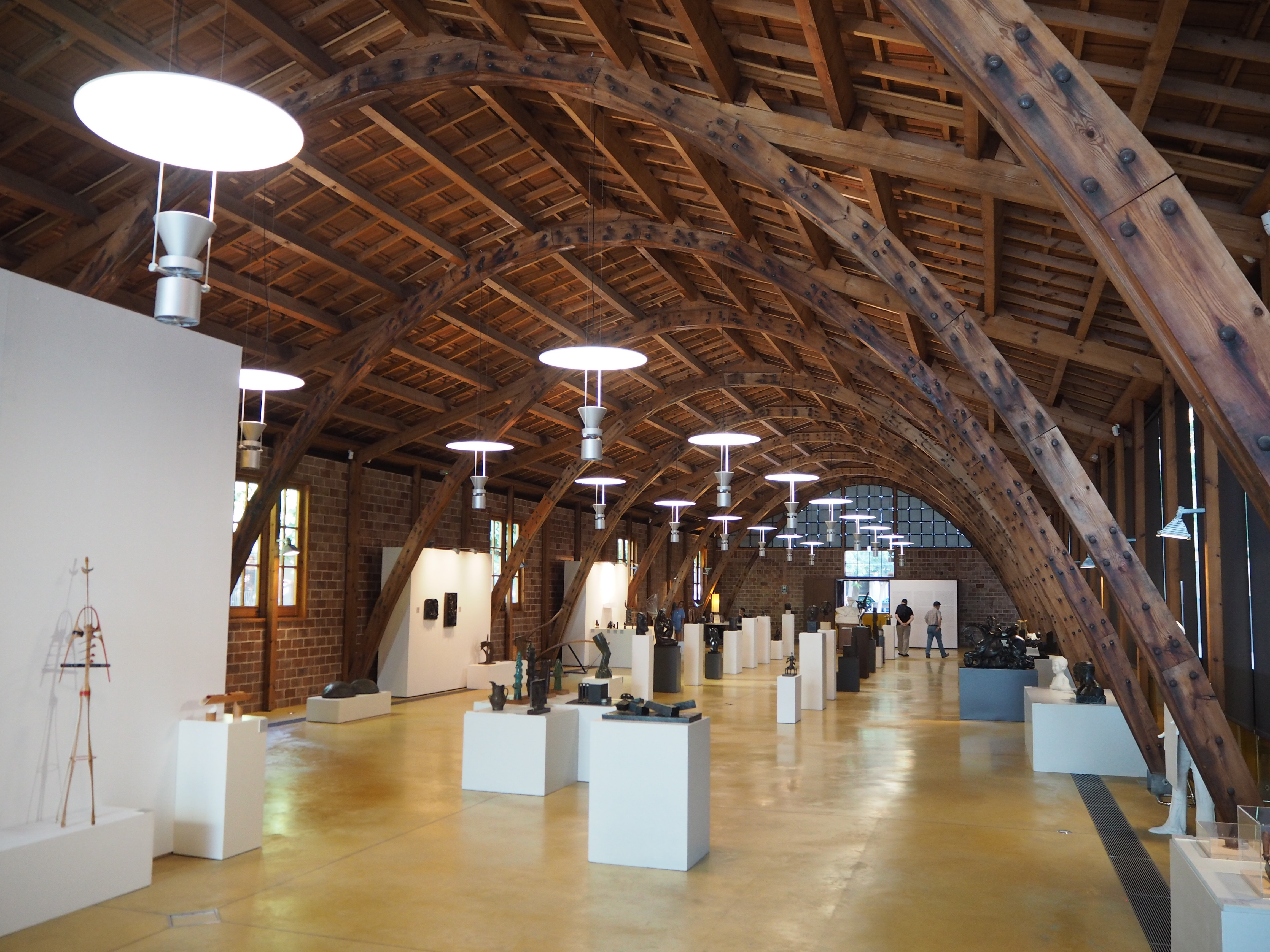
Interior de la Nau Gaudí.

### Museus i sales d'exposició

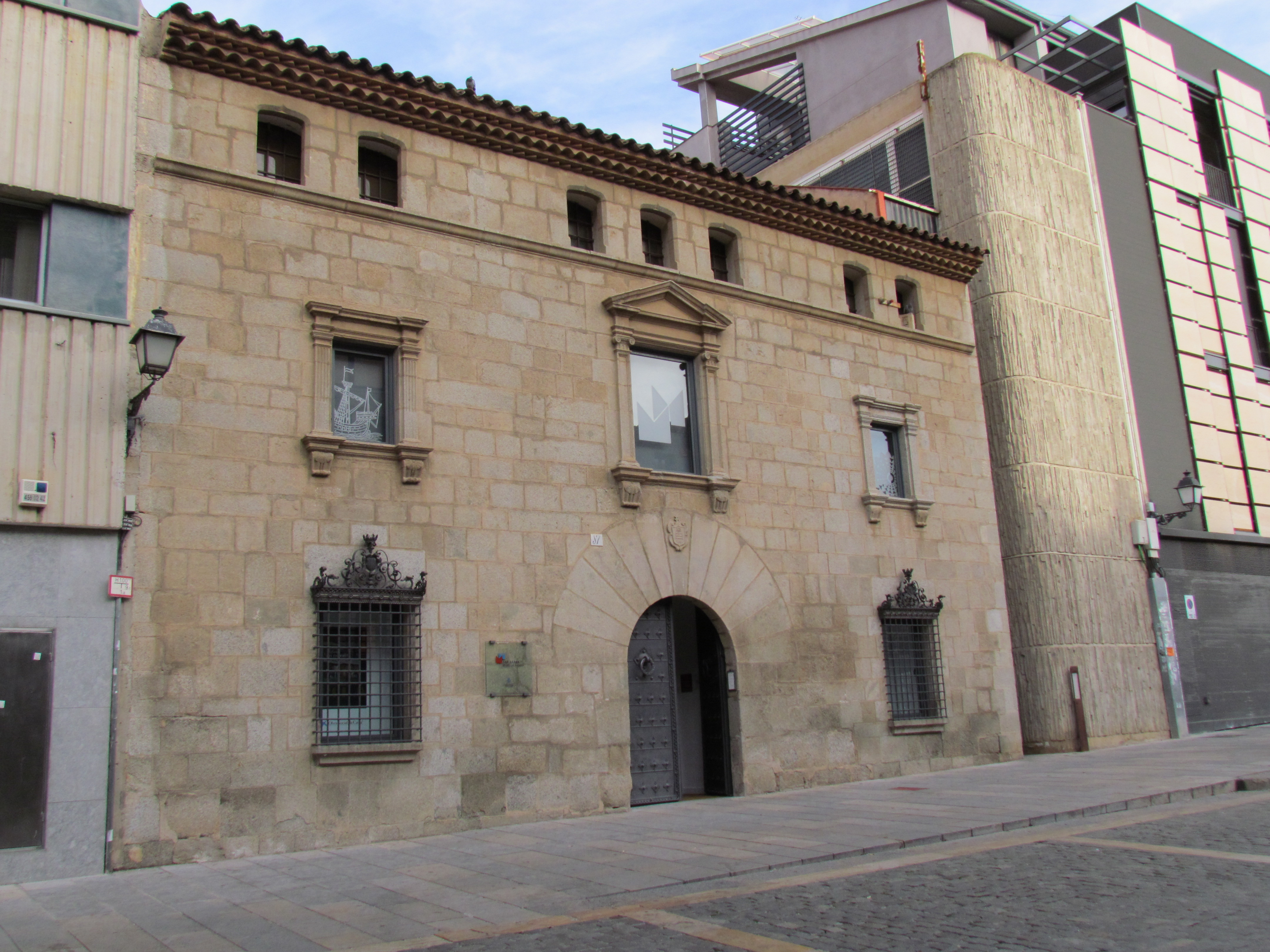
Façana de Can Serra.

Alguns dels centres culturals més rellevants de la ciutat són els següents:
- Ateneu de la Fundació Iluro
- Ca l'Arenas. Centre d'Art del Museu de Mataró
- Can Marfà. Museu del Gènere de Punt
- Clos arqueològic de Torre Llauder, vil·la romana del segle i aC
- Museu de Mataró[47]
- Museu Arxiu de Santa Maria de Mataró
- Nau Gaudí, seu de la col·lecció d'art contemporani català de Lluís Bassat

### Patrimoni arquitectònic

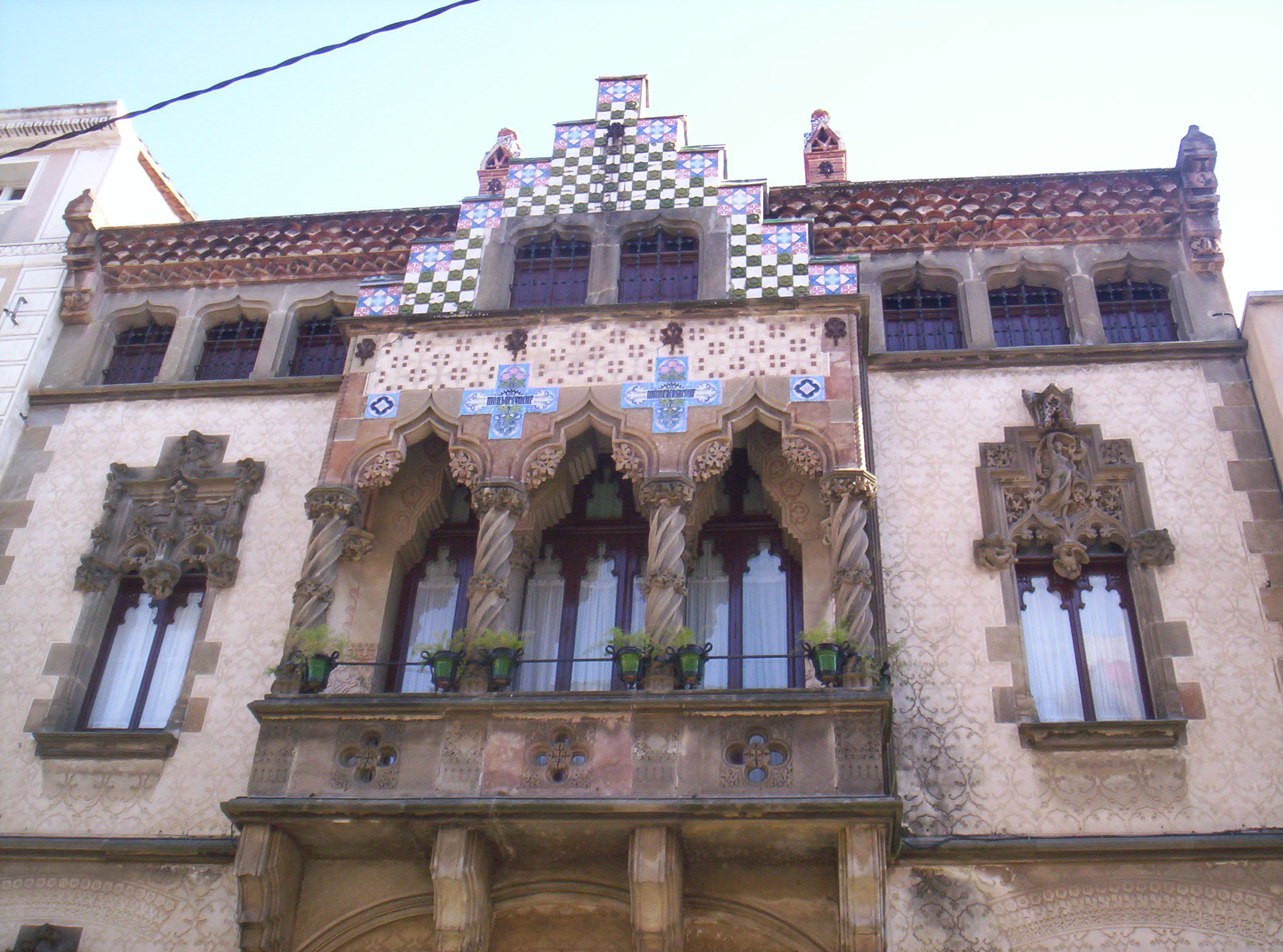
Façana de la Casa Coll i Regàs.

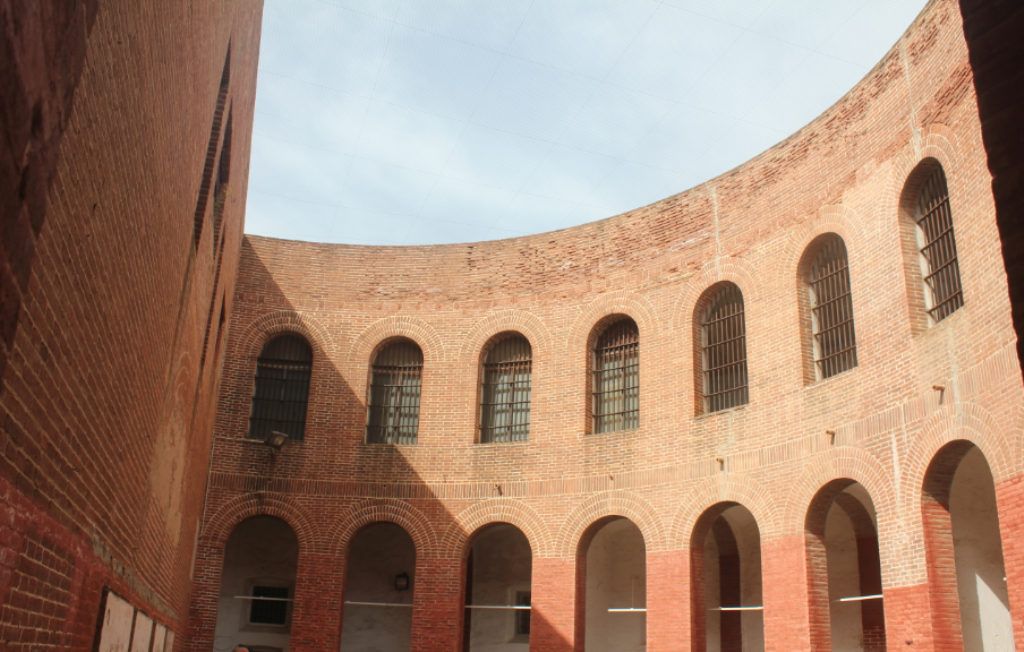
Pati panòptic de l'antiga Presó.

Pel fet que és la ciutat de naixement de diversos arquitectes rellevants que formen part dels principals moviments artístics de finals del segle xix i principis del segle xx, Mataró compta amb un gran nombre d'edificis d'alt interès artístic i arquitectònic, d'entre els quals destaquen els següents:
- Antiga Clínica l'Aliança, edifici racionalista d'Eduard Ferrés i Puig (s. XX)
- Cafè de Mar, obra historicista de Lluís Gallifa (1926)
- Ca l'Arenas, edifici historicista d'Emili Cabanyes (1899)
- Can Masjuan, xalet d'estil modern de Jordi Capell i Casaramona (mitjan s. XX)
- Can Palauet, casal senyorial amb elements gòtics del s. XV i façana del s. XVII
- Can Parera, casa d'estil historicista-neogòtic obra de Puig i Cadafalch (1894)
- Can Serra, actual seu del Museu de Mataró, casa pairal del s. XVI
- Casa Coll i Regàs, obra modernista molt destacable de Puig i Cadafalch (1898)
- Casa de la Ciutat, edifici original de Jaume Vendrell (1635), reformat amb estil neoclàssic per Miguel Garriga i Roca (1867)
- Col·legi Valldemia, edifici neoclàssic del segle xix de l'arquitecte Jeroni Boada, i reformat i ampliat per Josep Goday i Casals[48]
- Fideueria la Confianza, obra modernista de Puig i Cadafalch (1896)
- L'antic Escorxador municipal de Mataró, recinte modernista de Melcior de Palau (1909-1915)
- La Peixateria, edifici neoclàssic de Miquel Garriga i Roca (1841)
- Mercat de la Plaça de Cuba, edifici racionalista de Lluís Gallifa i Miquel Brullet (1936)
- Mercat El Tren, edifici modernista d'Emili Cabanyes i Puig i Cadafalch (1891-1893)
- Nau Gaudí, el primer edifici construït per Antoni Gaudí (1878)
- Presó de Mataró, edifici historicista d'Elies Rogent (1851)
- Residència Sant Josep, recinte noucentista amb elements modernistes d'Emili Cabanyes (1912)

### Edificis religiosos

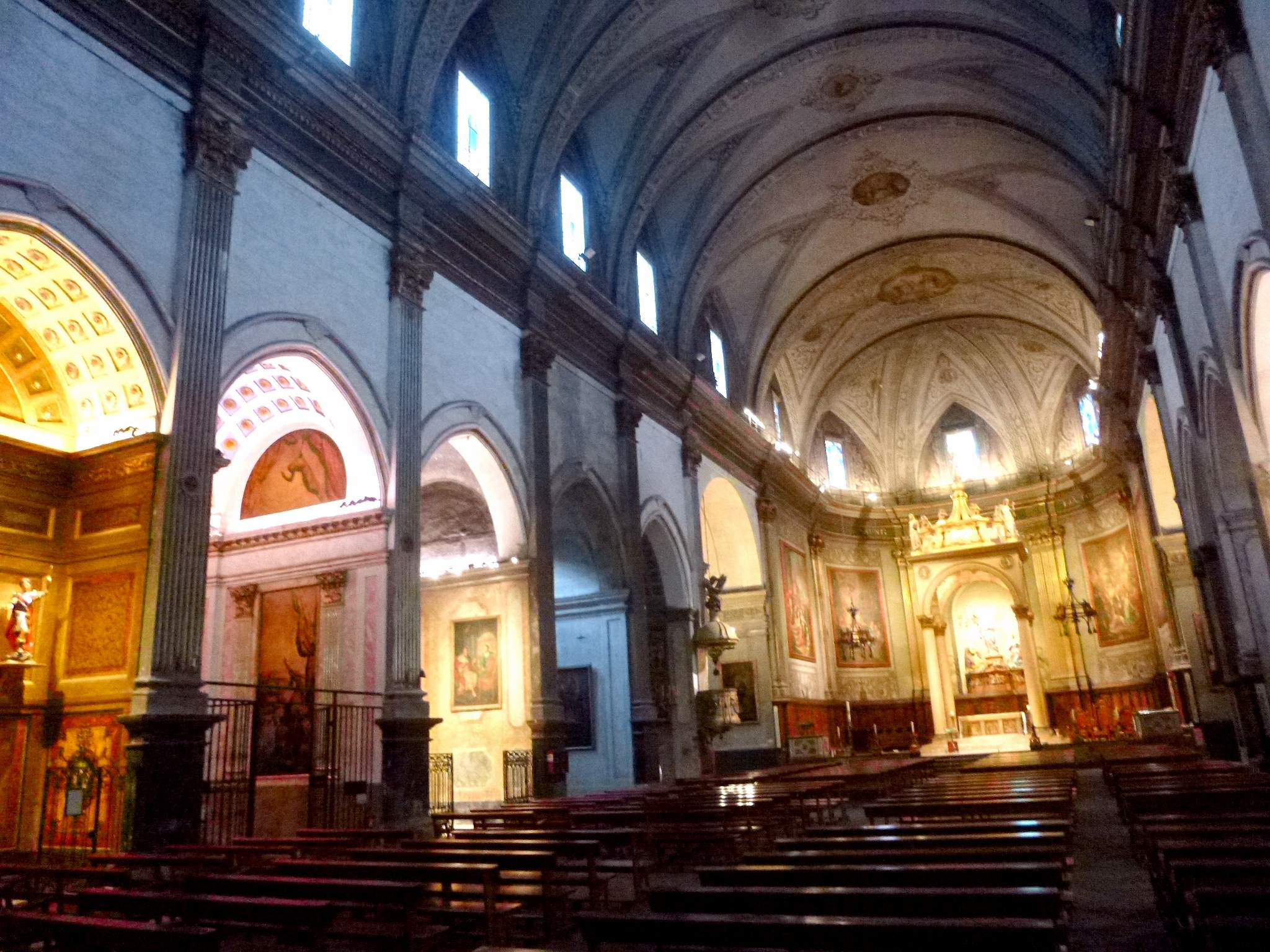
Basílica de Santa Maria.

L'església més emblemàtica de Mataró és la basílica de Santa Maria, parròquia tradicional de la ciutat documentada des de l'any 1054, i situada al bell mig del nucli històric, sobre les restes d'una església romànica, i encara abans d'un temple d'origen romà. L'edifici actual data del segle xvii i barreja els estils gòtic, barroc i neoclàssic. Al seu interior destaca la Capella dels Dolors, un dels exponents del barroc català més ben conservats, amb diverses obres d'Antoni Viladomat. Acull les relíquies de les Santes patrones de la ciutat (Santa Juliana i Santa Semproniana), i per aquest motiu el 27 de juliol s'hi oficia la Missa de les Santes.
Altres edificis remarcables són l'església de Santa Anna i l'antic convent de Sant Joan i Sant Josep, tots dos d'estil barroc. Als afores de la ciutat, tocant a les Cinc Sénies i la riera del mateix nom, trobem l'ermita de Sant Simó, un petit temple de tradició marinera construït el segle xvii, i que encara avui dia manté viva la tradició d'un aplec i de menjar pels volts del 28 d'octubre el sabre de Sant Simó, especialitat pastissera genuïnament mataronina. En aquest indret s'ubicava la Coca de Mataró, un exvot mariner de gran valor artístic que avui es conserva al Maritiem Museum Prins Hendrik de Rotterdam.
Més lluny encara del centre de la ciutat, són remarcables l'ermita romànica de Sant Martí de Mata (segle ix-xi) i la de Sant Miquel de Mata (segle xv), d'estil gòtic tardà.

### Biblioteques i centres cívics

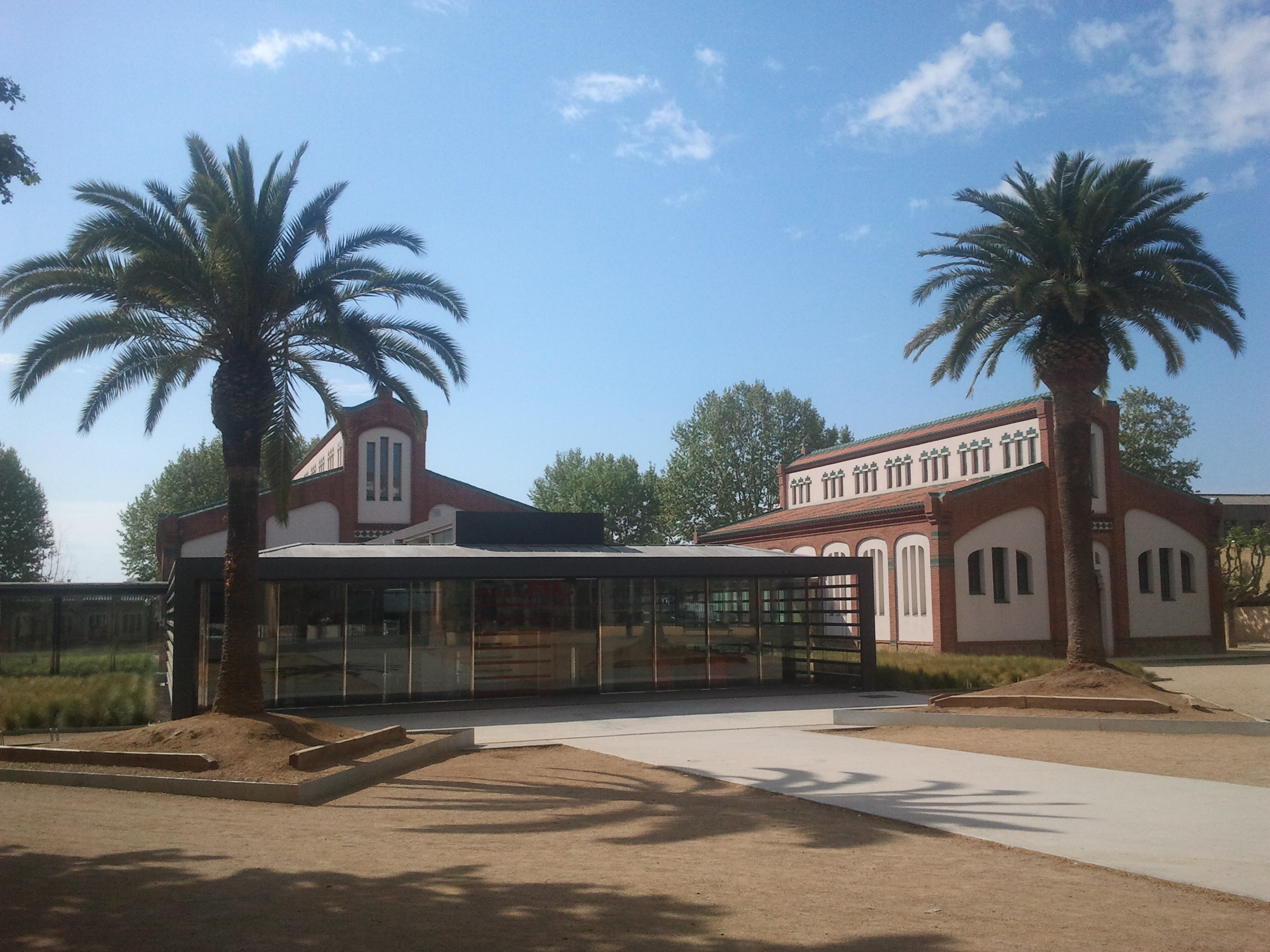
Biblioteca Pública Antoni Comas, als Jardins de l'Antic Escorxador.

La xarxa local de biblioteques públiques de Mataró actualment compta amb tres centres: la Biblioteca Pública Pompeu Fabra, inaugurada l'any 1997 i construïda com a primer prototipus mundial d'edifici sostenible; la Biblioteca Pública Antoni Comas, inaugurada el 2013 a l'interior de l'edifici modernista de l'antic Escorxador municipal, i la Biblioteca Popular, evolució de la històrica biblioteca del mateix nom fundada el 1929 per la Caixa d'Estalvis de Mataró, que havia romàs de titularitat privada a mans de la Fundació Iluro fins que el 2022 s'integrà parcialment a la xarxa pública.
El Parc TecnoCampus Mataró-Maresme també compta amb un servei de biblioteca universitària per a la comunitat educativa dels seus centres.
Pel que fa als centres cívics, la ciutat actualment en té set: Pla d'en Boet, Rocafonda, Cerdanyola, Cabot i Barba, Molins, Cirera i Espai Gatassa. Aquests centres cívics es complementen amb altres equipaments com el Casal de Barri de les Esmandies i els 19 centres socials que l'Ajuntament té cedits a diverses entitats locals, per a la realització de llurs activitats.

### Cinema, música i teatre

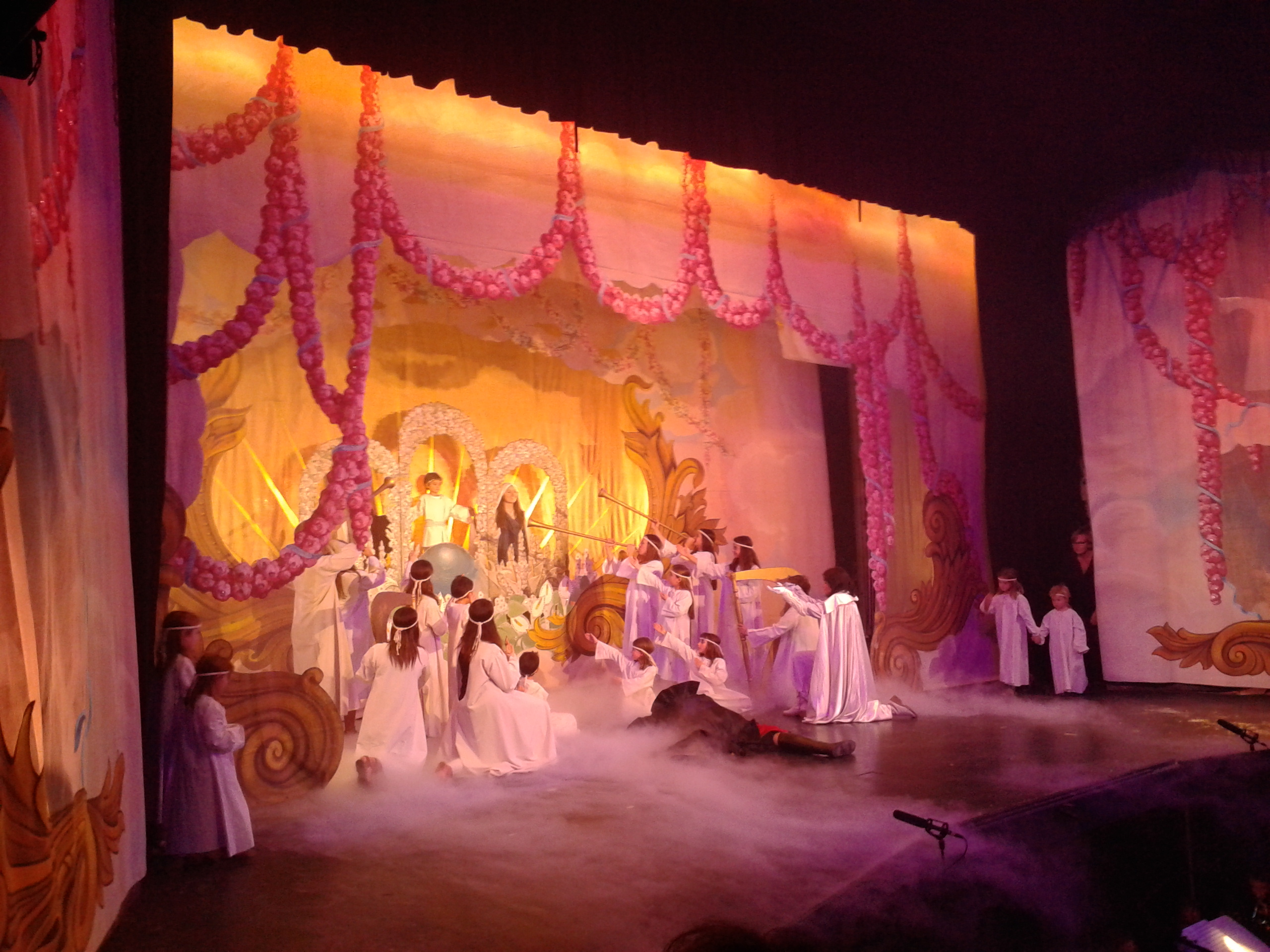
Escena dels Pastorets de Mataró a la Sala Cabanyes.

Mataró té nombrosos espais d'oci i lleure, alguns dels quals —com el Foment Mataroní, el Casal de la Nova Aliança o el Cercle Catòlic— són entitats que venen d'antic, i que s'han destacat per la seva contínua oferta d'activitats culturals, tallers educatius, passis de pel·lícules, etcètera. Quant a la darrera entitat esmentada, cal destacar la Sala Cabanyes, teatre on es representa l'espectacle Els Pastorets de Mataró, que l'any 2016 va celebrar el seu centenari.
El Teatre Monumental, de propietat municipal, és el principal equipament dedicat a la difusió de les arts escèniques de la ciutat. Ubicat a la Riera, i amb un aforament de 780 localitats, compta amb una programació estable de dansa i teatre durant tot l'any. També cal destacar l'existència de l'equipament Can Gassol. Centre de creació d’arts escèniques, inaugurat l'any 2010.
Pel que fa a les sales de cinema, la ciutat havia arribat a comptar antigament amb una dotzena d'establiments, entre els quals l'emblemàtic Cinema Iluro, però la crisi del sector i l'obertura l'any 2001 del centre comercial Mataró Parc —que acull 12 sales de cinema— provocà el tancament de tots els cinemes situats al centre, tret del Foment Mataroní. Justament aquest darrer va ser el lloc on es va fer la primera projecció a Mataró, el 2 de febrer de 1897, que així va esdevenir la tercera ciutat catalana a admirar el cinematògraf.
Finalment, Mataró gaudeix d'una àmplia oferta de discoteques i sales de concerts. Un dels locals musicals de referència és la Sala Clap, inaugurada l'any 2000 al Polígon Industrial Pla d'en Boet, i un dels equipaments integrants del projecte de la Casa de la Música de Mataró.

## Festes locals

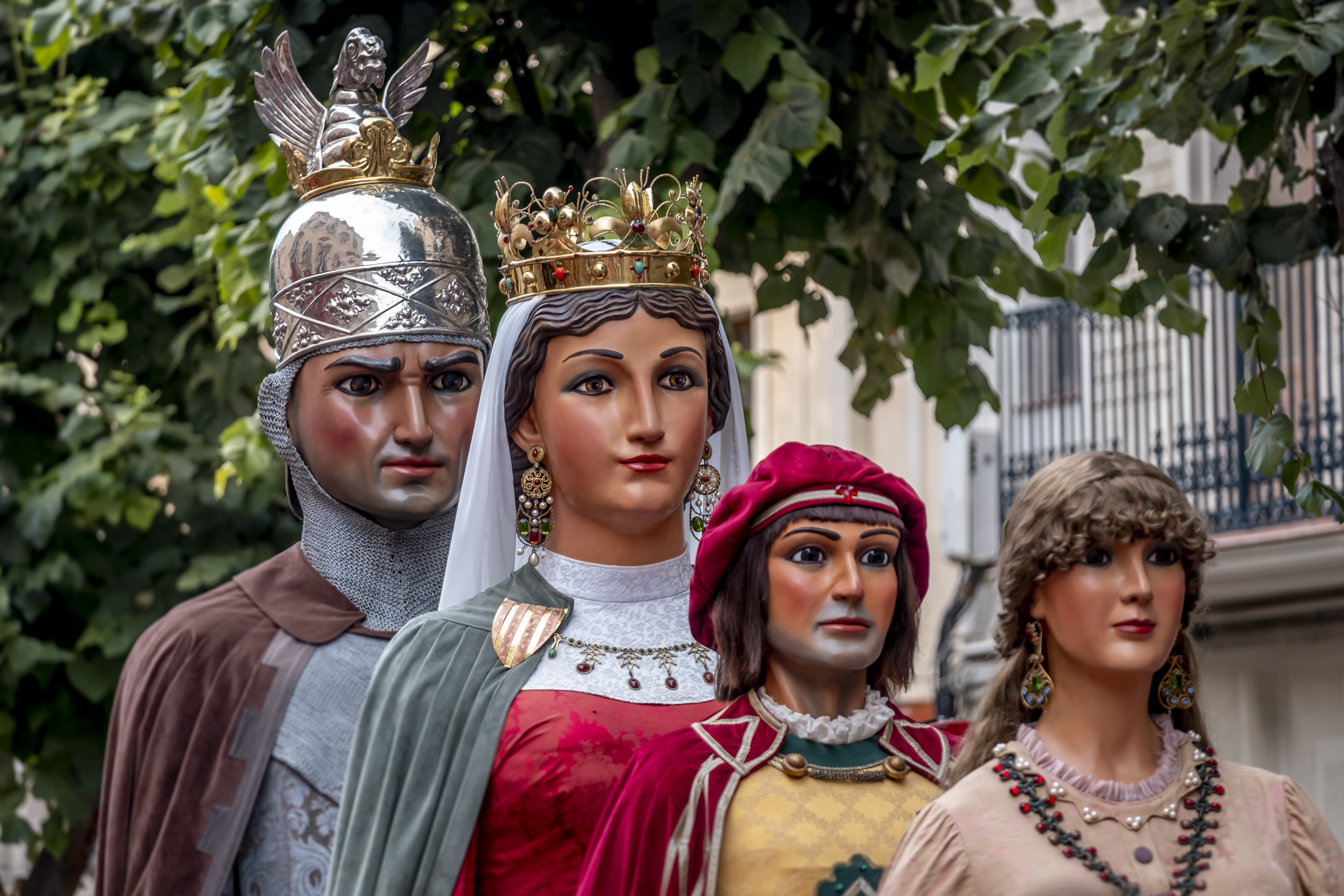
La família Robafaves, gegants emblemàtics de la ciutat.

### Les Santes, Festa Major de Mataró

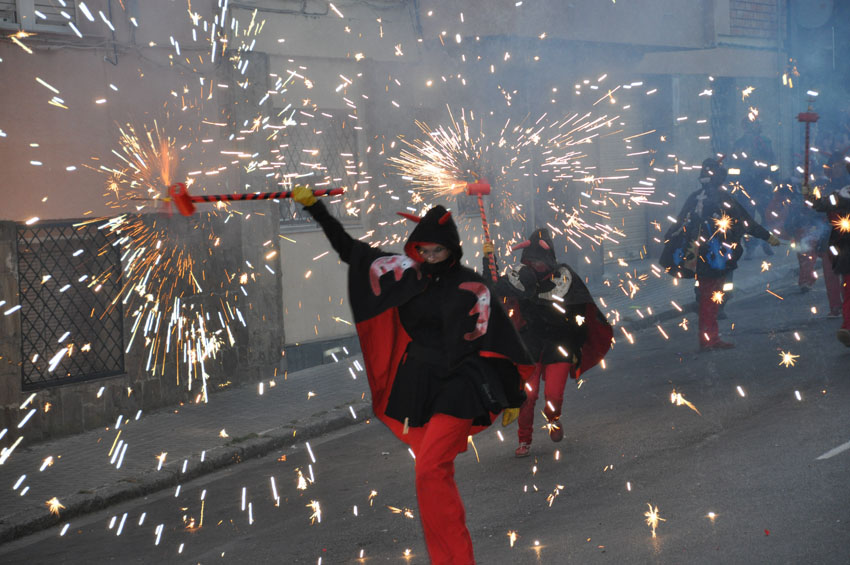
Les Diablesses de Mataró.

La festivitat local de Mataró són Les Santes, en honor de les patrones locals Juliana i Semproniana, que es commemora el 27 de juliol des de l'any 1773. La celebració s'allarga diversos dies i concentra els actes principals entre el 24 i el 29 de juliol, incloent-hi grans esdeveniments populars i tradicionals (com ara correfocs i desfilades de gegants, capgrossos i altres comparses), concerts multitudinaris, focs artificials, competicions esportives, ballades de sardanes i oficis religiosos. En els darrers anys ha esdevingut una de les festes majors amb més anomenada del país, essent declarada el 2010 festa patrimonial d'interès nacional.
Els actes centrals del programa són:
- dia 24: Gegantada, Havaneres i rom cremat.
- dia 25: Crida de Festa Major i Nit Boja (que inclou el Desvetllament Bellugós, la Convidada de la Família Robafaves, el correfoc de l'Escapada a Negra Nit, la Pujada Tabalada i La Ruixada).
- dia 26: Barram i repicada, Tarda Guillada (adaptació infantil de la Nit Boja) i Revetlla de Festa Major.
- dia 27: Matinades, Missa de les Santes, la Passada i Castell de Focs.
- dia 28: Postal de Gegants, Ball de Dracs, Requisits de Festa Major i No n'hi ha prou!.
- dia 29: Anem a tancar, Tronada de fi de festa, Espetec final i l'Albada.

Les figures tradicionals tenen una gran presència durant aquests dies, essent veritables protagonistes de la Festa Major. La Família Robafaves presideix els actes principals, sovint acompanyats de la resta de comparses de la ciutat: l'Àliga, el Drac i el Dragalió, la Momerota i la Momeroteta i les Diablesses.
El diumenge anterior al 27 de juliol se celebra a la Plaça de Santa Anna la Diada de les Santes, esdeveniment casteller organitzat per la colla local, els Capgrossos de Mataró, i dues colles convidades: els Castellers de Vilafranca i els Minyons de Terrassa.

### Festa de Sant Simó

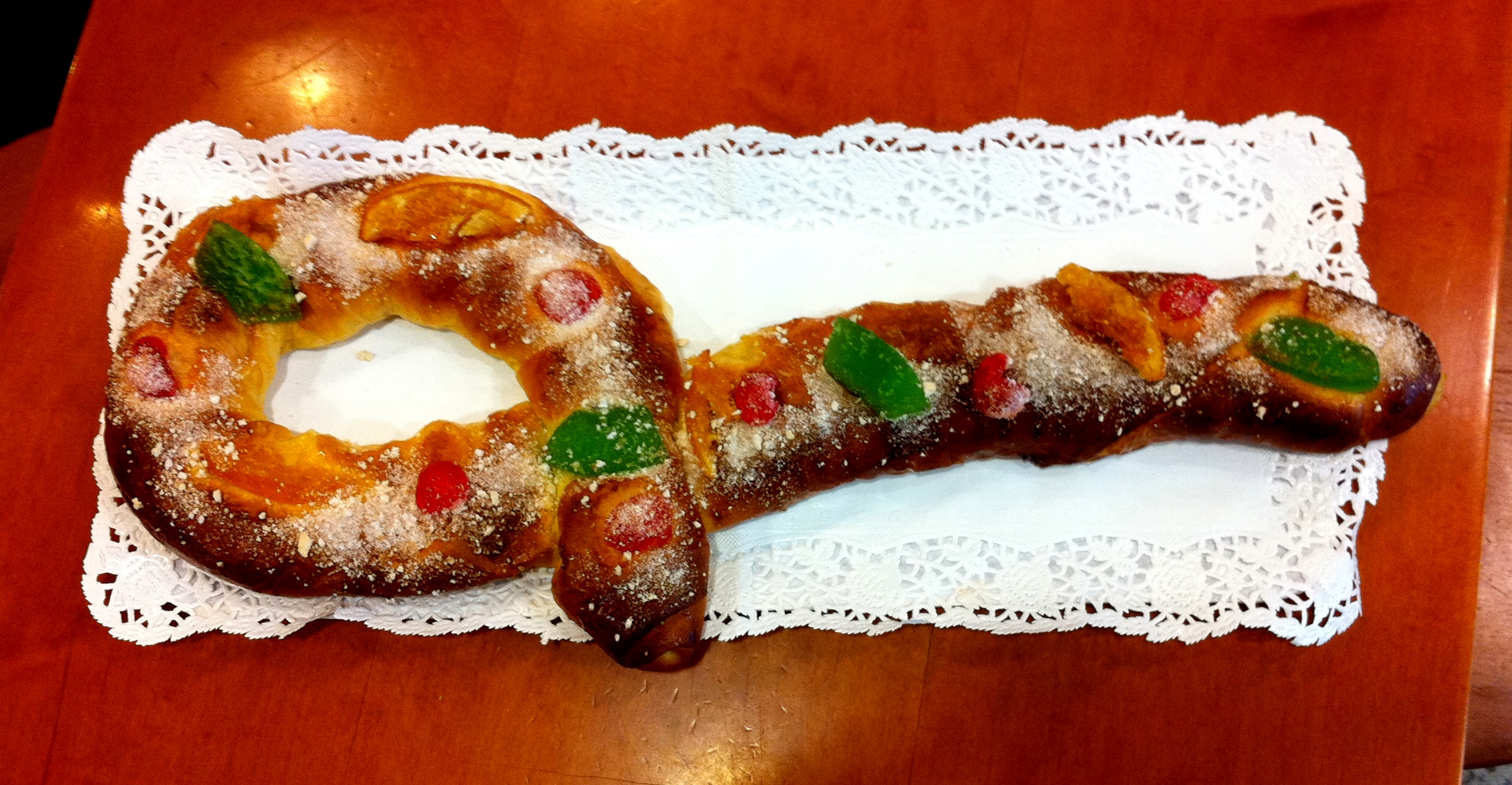
El sabre de Sant Simó, tortell típic d'aquesta festa.

Pels volts del 28 d'octubre se celebra la festa i aplec de l'ermita de Sant Simó, petita església de tradició marinera, que encara és de les més populars i arrelades entre la gent de mar i els habitants de Mataró. És costum aquest dia veure el típic ball de pescadors i menjar el sabre de Sant Simó, especialitat pastissera que consisteix en un tortell amb forma d'espasa com a al·legoria a la protecció que els navegants mataronins demanaven al sant enfront dels pirates.
Durant els dies de celebració el programa inclou cercavila de gegants, activitats per als infants, ball de sardanes, havaneres, castellers, concerts i focs artificials.

### Setmana Santa

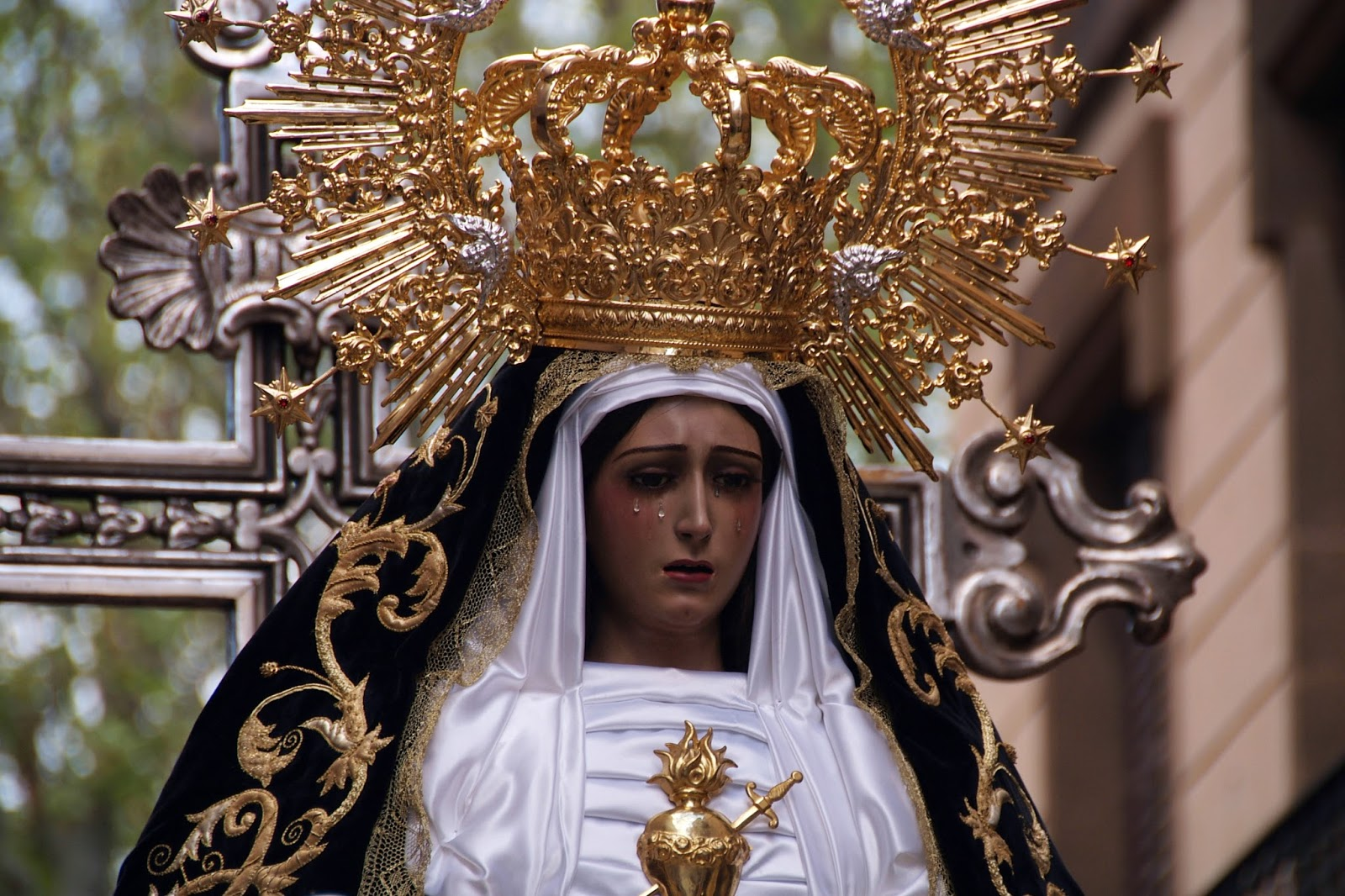
Imatge de Nostra Senyora dels Dolors de Mataró.

La Setmana Santa mataronina és una de les més destacades de Catalunya. Inclou una dotzena d’actes, entre processons i desfilades d'una desena de confraries i germandats i dels Armats de Mataró, dels quals es té constància des de principis del segle xviii. És una celebració molt arrelada al barri de Cerdanyola, que compta amb molta població provinent de la immigració andalusa de mitjan segle xx, principal impulsora de la recuperació d'aquesta festivitat a partir dels anys vuitanta.
Els principals actes són:
- Diumenge de Rams: Matinal de saetes i processó del Prendiment, que té un tram molt popular a la Baixada de les Escaletes en què els portants pugen el pas corrent.
- Dijous Sant: Recollida de la bandera i desfilada dels Armats en homenatge a la ciutat, que després també participen de la Processó o Nit del Silenci.
- Divendres Sant: Processó General de Mataró, considerada Patrimoni Cultural de la ciutat, que compta amb la participació de totes les confraries, germandats i els Armats de Mataró.

### Diada de Sant Jordi

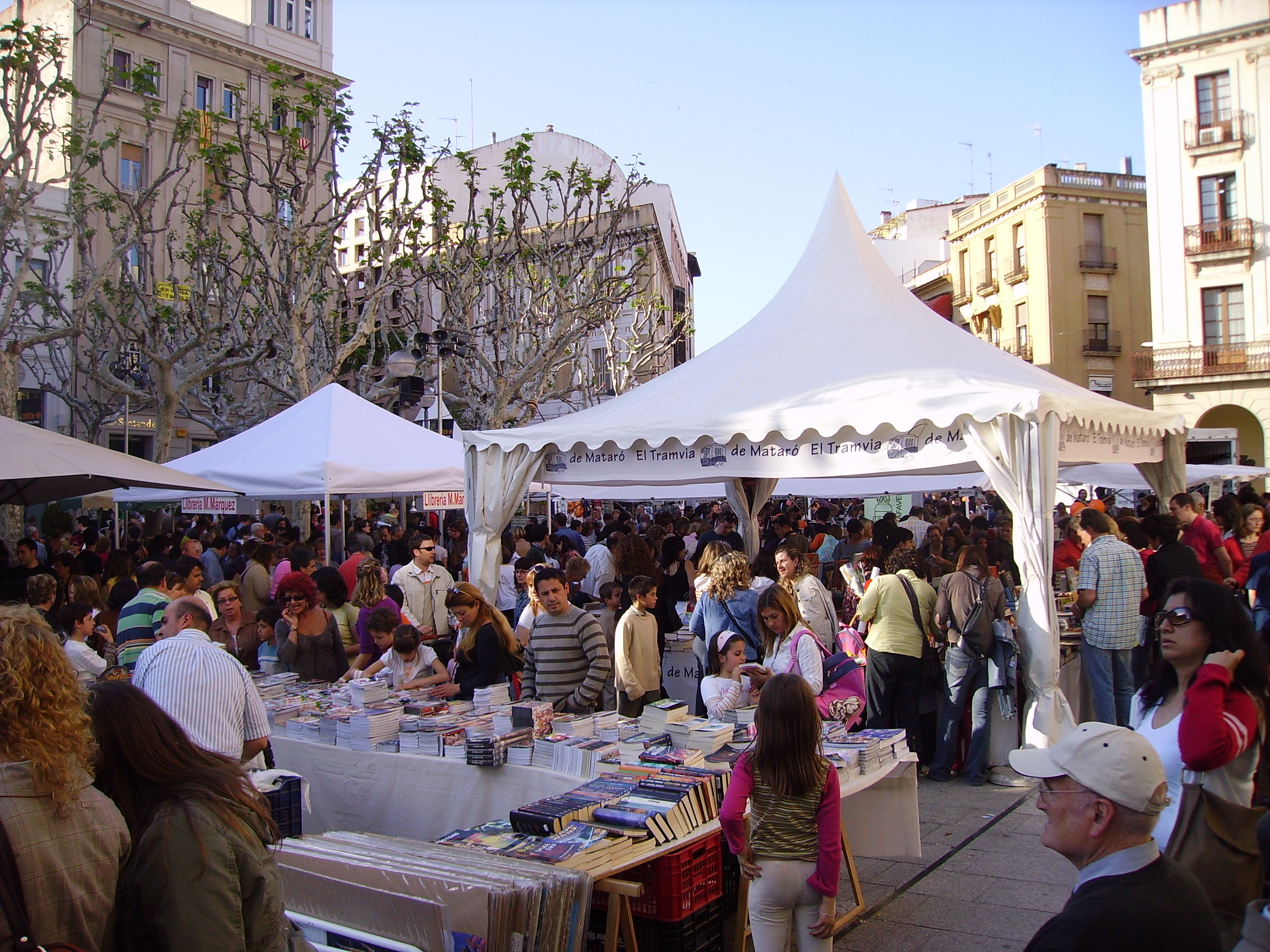
Diada de Sant Jordi de 2007 a la Plaça Santa Anna de Mataró.

A l'entorn de la Diada de Sant Jordi (23 d'abril) s'organitzen tota mena d'actes culturals a la ciutat, com ara recitals de poesia, contacontes, concerts, presentacions de llibres i exposicions. Des del cap de setmana anterior té lloc la Fira del Llibre a la Plaça de Santa Anna.
Un dels actes que caracteritzen la Diada és la Trobada de Gegants, Gegantes i Nans de Mataró, en què hi participen prop d'una cinquantena de gegants i capgrossos. El mateix dia també s'organitza una diada castellera. La festa del llibre i de la rosa s'acaba amb La Fogonada, l'acte més genuí de la Diada en què el Drac de Mataró és el protagonista d'una versió adaptada de la llegenda de Sant Jordi, que finalitza amb un concert de música tradicional a la Plaça de l'Ajuntament.

### Revetlla de Sant Joan
Amb motiu de la Nit de Sant Joan (23-24 de juny) i el solstici d'estiu s'organitza una celebració que inclou sopars populars, l'encesa de fogueres, concerts i actes culturals.
Un dels elements més emblemàtics és l'arribada de la Flama del Canigó, portada per voluntaris des del cim de la muntanya per encendre les fogueres de la ciutat. Un dels punts neuràlgics durant la revetlla és el carrer de Sant Joan, on centenars de persones esperen la tradicional Baixada de les Bruixes des de les Escaletes, portant el foc que a mitjanit ha de fer cremar la gran foguera de Can Maitanquis.

### Altres festivitats
A més de les descrites més amunt, a Mataró se celebren les festes tradicionals de Carnestoltes, els Tres Tombs, Nadal i la Cavalcada de Reis. En els darrers anys també s'han organitzat actes per commemorar l'Any Nou xinès.
Per la seva banda, la majoria de barris de la ciutat compten amb les seves pròpies festes majors.

## Política i govern

### Composició de la Corporació Municipal
El Ple de l'Ajuntament està format per 27 regidors. En les eleccions municipals de 2019 el Partit dels Socialistes de Catalunya - Candidatura de Progrés (PSC-CP) obtingué 13 regidors, la coalició formada per Esquerra Republicana de Catalunya - Moviment d'Esquerres - Acord Municipal (ERC-MES-AM) n'obtingué 8, En Comú Podem Mataró - En Comú Guanyem (ECPM-ECG) 2, Junts per Mataró (Junts) 2 i Ciutadans - Partit de la Ciutadania (Cs) 2.

### Eleccions municipals
Des de les primeres eleccions després del franquisme, l'any 1979, i fins al 2011, l'Ajuntament de Mataró va estar dirigit pel Partit dels Socialistes de Catalunya (PSC), en diferents coalicions amb el PSUC i ICV quan no ha aconseguit una majoria prou àmplia. Els seus alcaldes en aquest període han estat Joan Majó, Manuel Mas i Joan Antoni Baron. Des de la victòria de CiU a les eleccions municipals de 2011, i per primer cop des de la transició, la ciutat va estar governada per un alcalde, Joan Mora, de CDC. Tanmateix, el PSC tornà a governar la ciutat el 2015 amb David Bote.
| Eleccions municipals de 26 de maig de 2019 - Mataró |                                                                            |                                     |                                     |         |           |          |
| Candidatura | Candidatura                                                                | Candidatura                         | Cap de llista                       | Vots    | Vots      | Regidors |
| | Partit dels Socialistes de Catalunya - Candidatura de Progrés              |                                     | David Bote Paz                      | 21 542  | 38,74 %   | 13 (+7)  |
| | Esquerra Republicana de Catalunya - Moviment d'Esquerres - Acord Municipal |                                     | Francesc Teixidó i Pont             | 14 561  | 26,19 %   | 8 (+4)   |
| | En Comú Podem Mataró - En Comú Guanyem                                     |                                     | Sergio Morales Díaz                 | 3746    | 6,74 %    | 2 (+1)   |
| | Junts per Mataró                                                           |                                     | Alfons Canela Serrano               | 3633    | 6,53 %    | 2 (-3)   |
| | Ciutadans - Partit de la Ciutadania                                        |                                     | Cristina Sancho Rodríguez           | 3413    | 6,14 %    | 2 (-1)   |
| | Altres candidatures                                                        |                                     |                                     | 8466    | 15,22 %   | 0 ( -4)  |
| | Vots en blanc                                                              |                                     |                                     | 247     | 0,44 %    |          |
| Total vots vàlids i regidors | Total vots vàlids i regidors                                               | Total vots vàlids i regidors        | Total vots vàlids i regidors        | 55 608  | 100 %     | 27       |
| | Vots nuls                                                                  | Vots nuls                           | Vots nuls                           | 127     | 0,23 %    |          |
| Participació (vots vàlids més nuls) | Participació (vots vàlids més nuls)                                        | Participació (vots vàlids més nuls) | Participació (vots vàlids més nuls) | 55 735  | 63,56 %** |          |
| Abstenció | Abstenció                                                                  | Abstenció                           | Abstenció                           | 31 960* | 36,44 %** |          |
| Total cens electoral | Total cens electoral                                                       | Total cens electoral                | Total cens electoral                | 87 695* | 100 %**   |          |
| Batlle: David Bote Paz (PSC) (13/06/2015) Per majoria absoluta dels vots dels regidors (15 vots: 13 del PSC i 2 d'En Comú Podem)                            |                                                                            |                                     |                                     |         |           |          |
| Fonts: Ministeri de l'Interior. Junta Electoral de la Zona de Mataró. Diari Ara. (* No són vots sinó electors. ** Percentatge respecte del cens electoral.) |                                                                            |                                     |                                     |         |           |          |

### Alcaldes de Mataró

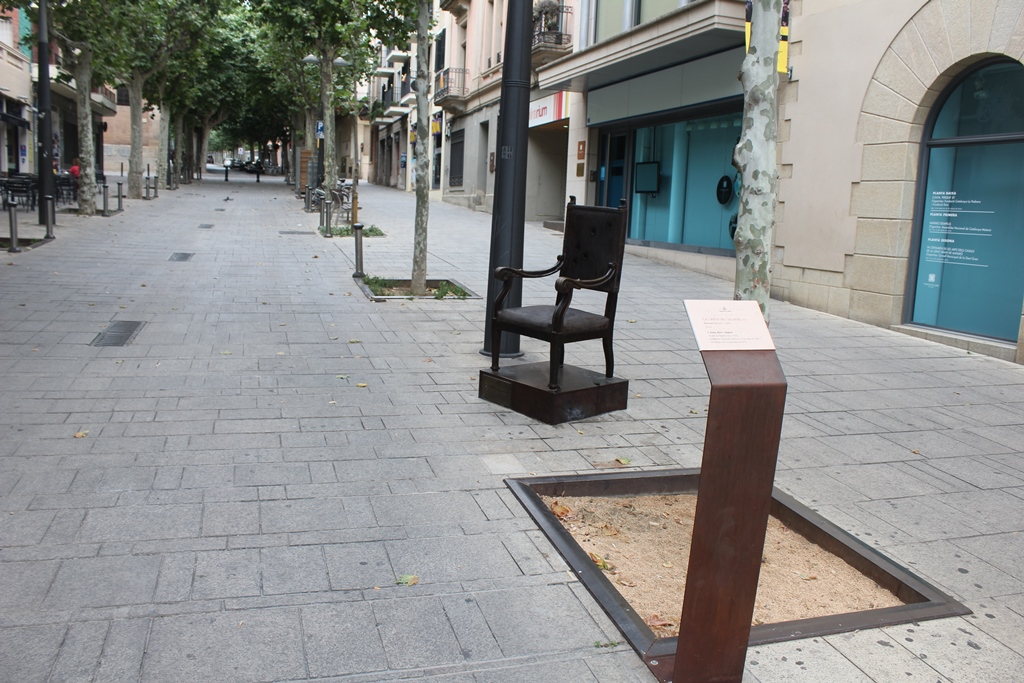
Escultura La cadira de l'alcalde (2018) de Perecoll, dedicada a la memòria de l'alcalde Josep Abril i Argemí (1869-1939).

Alguns alcaldes històrics de la ciutat són Melcior de Palau i Bonet (1850-1852), Pompeyo Serra i Carbonell (1865-1867), Josep Garcia i Oliver (1870-1872 i 1874-1875), Emili Cabanyes i Rabassa (1895-1897 i 1899-1901), Josep Abril i Argemí (1931-1933) i Francesc Robert Graupera (1973-1977).
Des de 2018 hi ha emplaçat a la Riera un monument de Perecoll en record de l'alcalde Abril, primer batlle en temps de la Segona República, que va ser executat per les tropes franquistes l'any 1939.
D'ençà de les eleccions municipals de 1979, la ciutat ha tingut els batlles següents:
| Període         | Alcalde o alcaldessa                          | Partit polític  | Data de possessió     | Observacions         |
| --------------- | --------------------------------------------- | --------------- | --------------------- | -------------------- |
| 1979–1983       | Joan Majó i Cruzate                           | Logotip del PSC | 19/04/1979            | --                   |
| 1983–1987       | Manuel Mas i Estela                           | Logotip del PSC | 28/05/1983            | --                   |
| 1987–1991       | Manuel Mas i Estela                           | Logotip del PSC | 30/06/1987            | --                   |
| 1991–1995       | Manuel Mas i Estela                           | Logotip del PSC | 15/06/1991            | --                   |
| 1995–1999       | Manuel Mas i Estela                           | Logotip del PSC | 17/06/1995            | --                   |
| 1999–2003       | Manuel Mas i Estela                           | Logotip del PSC | 03/07/1999            | --                   |
| 2003–2007       | Manuel Mas i Estela Joan Antoni Baron Espinar | Logotip del PSC | 14/06/2003 30/04/2004 | Dimissió/renúnica -- |
| 2007–2011       | Joan Antoni Baron Espinar                     | Logotip del PSC | 16/06/2007            | --                   |
| 2011–2015       | Joan Mora i Bosch                             | Logotip de CiU  | 11/06/2011            | --                   |
| 2015–2019       | David Bote Paz                                | Logotip del PSC | 13/06/2015            | --                   |
| 2019-2023       | David Bote Paz                                | Logotip del PSC | 15/06/2019            | --                   |
| Des de 2023     | David Bote Paz                                | Logotip del PSC | 17/06/2023            | --                   |
| Fonts: Municat. |                                               |                 |                       |                      |

## Mitjans de comunicació

Logotips de Mataró Audiovisual.

Pel fet que es tracta d'una gran ciutat, Mataró ha comptat històricament amb diversos mitjans de comunicació propis, si bé és cert que per la proximitat amb Barcelona la majoria han tingut sempre un abast fonamentalment local i només ampliat als municipis propers del Baix Maresme.
D'entre els mitjans actuals, cal destacar principalment l'entitat pública municipal Mataró Audiovisual, nascuda l'any 2017 com a nova plataforma única que integra els canals públics de televisió, ràdio i digital. Així, Mataró Televisió és la continuadora de l'emissora pròpia de la ciutat des de 1984,Televisió de Mataró, que l'any 2010 s'havia fusionat amb Maresme Digital Televisió, impulsada pel Consell Comarcal del Maresme, formant els nous canals m1tv i mtv2. Al seu torn, Mataró Ràdio començà a retransmetre's l'any 2006 a la freqüència 89,3 de l'FM, i és el nucli impulsor del nou projecte transmèdia. Mataró Audiovisual té la seu al TecnoCampus, i ofereix un servei de programació a la carta, a través de la seva pàgina web.
Pel que fa a la premsa escrita, el nombre de publicacions històriques i ja desaparegudes és vastíssim, i destaca d’entre les quals el Diari de Mataró (1895-1936) i altres de temàtica més concreta com Iluro-Sport (1965-1978). Més recentment, el diari El Punt (avui integrat a El Punt Avui) tingué una edició maresmenca amb seu a Mataró, entre els anys 1995 i 2011, i actualment publica un suplement comarcal.
Altres mitjans molt distribuïts i amb molt d'impacte local són els setmanaris gratuïts de la ciutat. Els dos més rellevants actualment són la revista Iluro (2020) i el Capgròs (1984). Tots dos tenen, també, una versió electrònica i una presència notable a les xarxes socials. El Tot Mataró i Maresme (1981), el setmanari més antic de Catalunya, va deixar d'editar-se l'any 2020.
Finalment, també s'hi editen diverses publicacions periòdiques especialitzades de tipus científic o cultural, com ara les revistes Cingles (1969), els Fulls del Museu Arxiu de Santa Maria (1978), L'Atzavara (1979), Felibrejada (1994) i Valors (2003).

## Transports

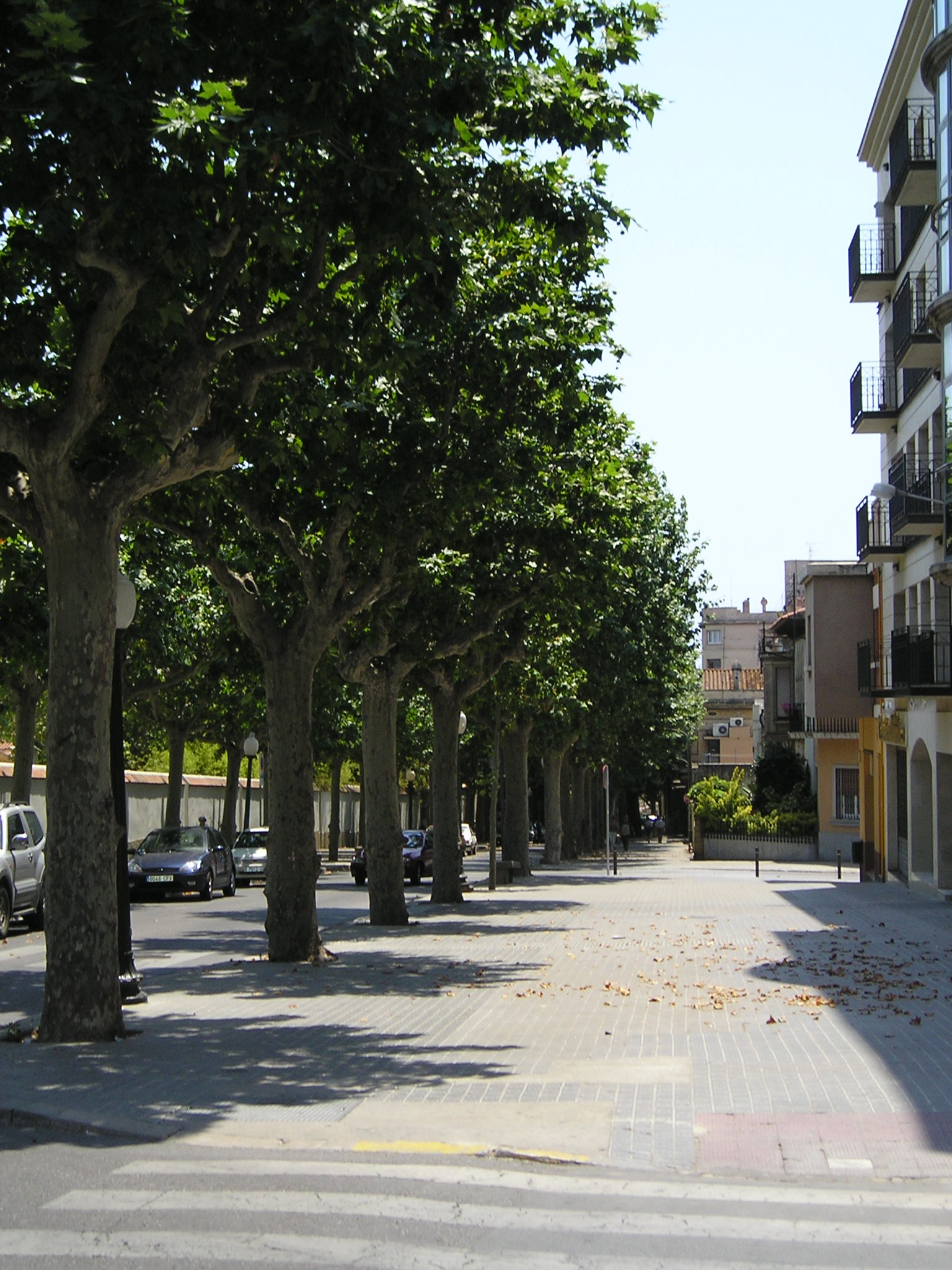
La Riera, un dels carrers principals.

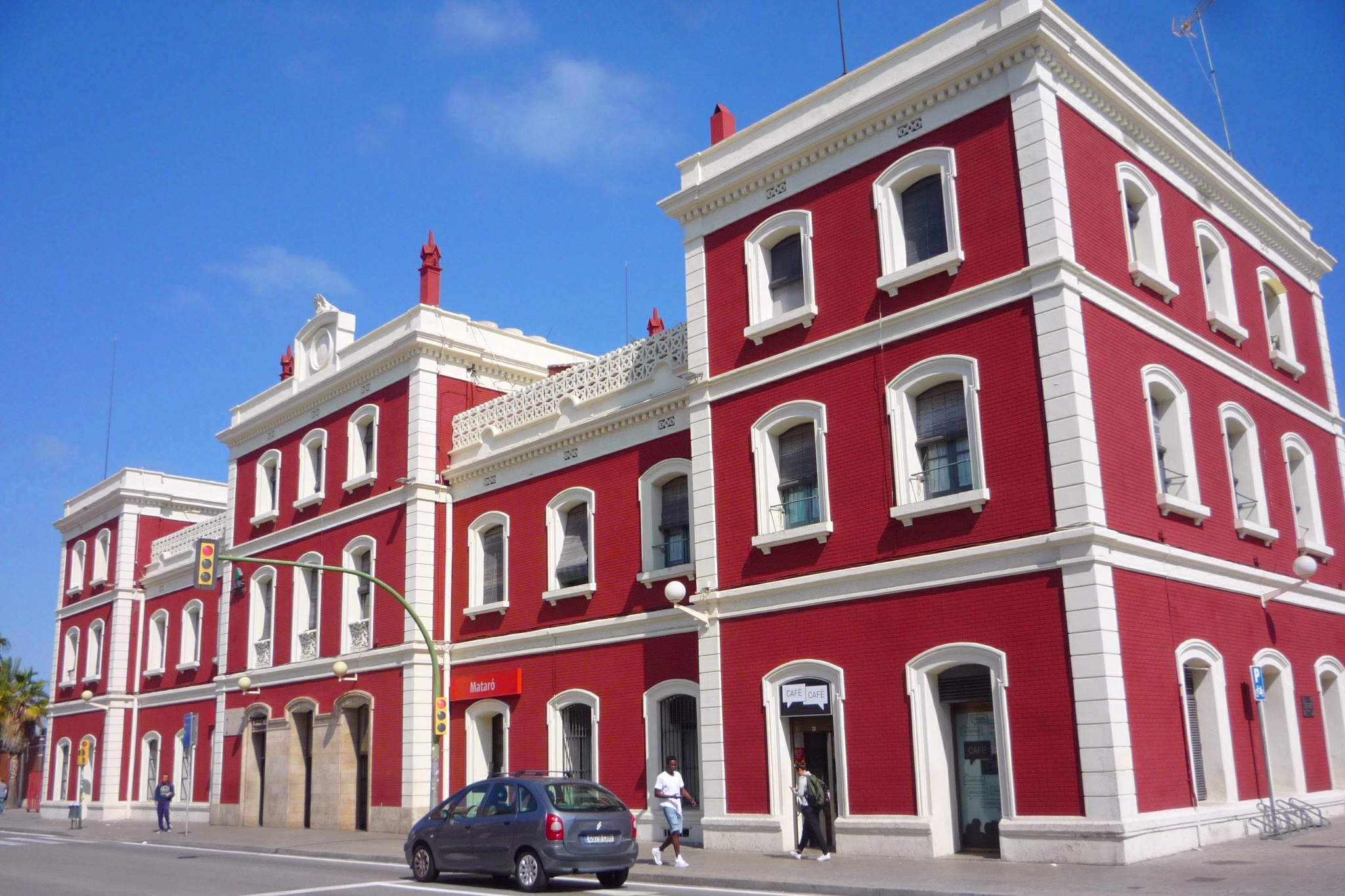
Edifici de l'estació de Mataró, construït l'any 1905.

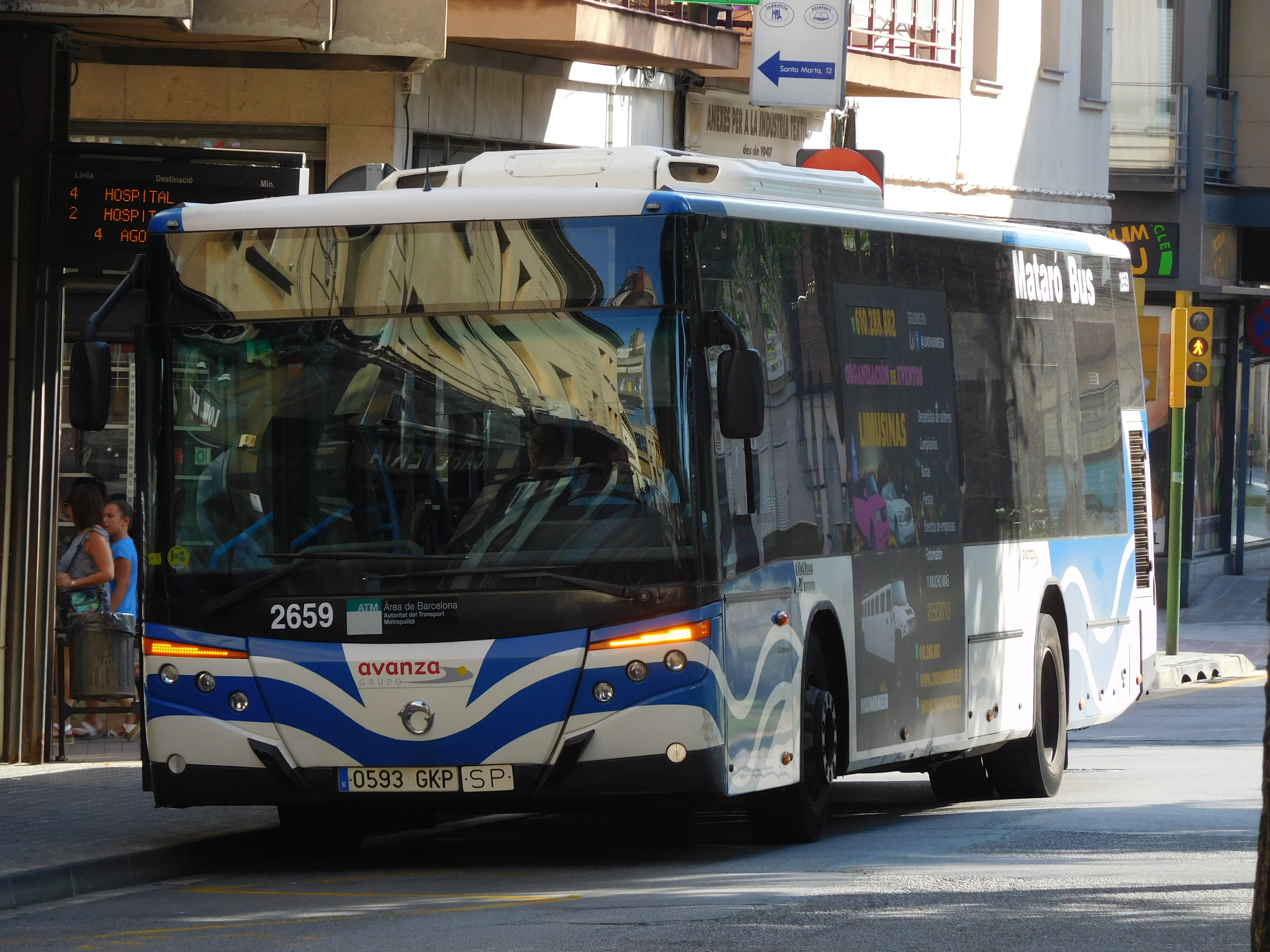
Vehicle de Mataró Bus.

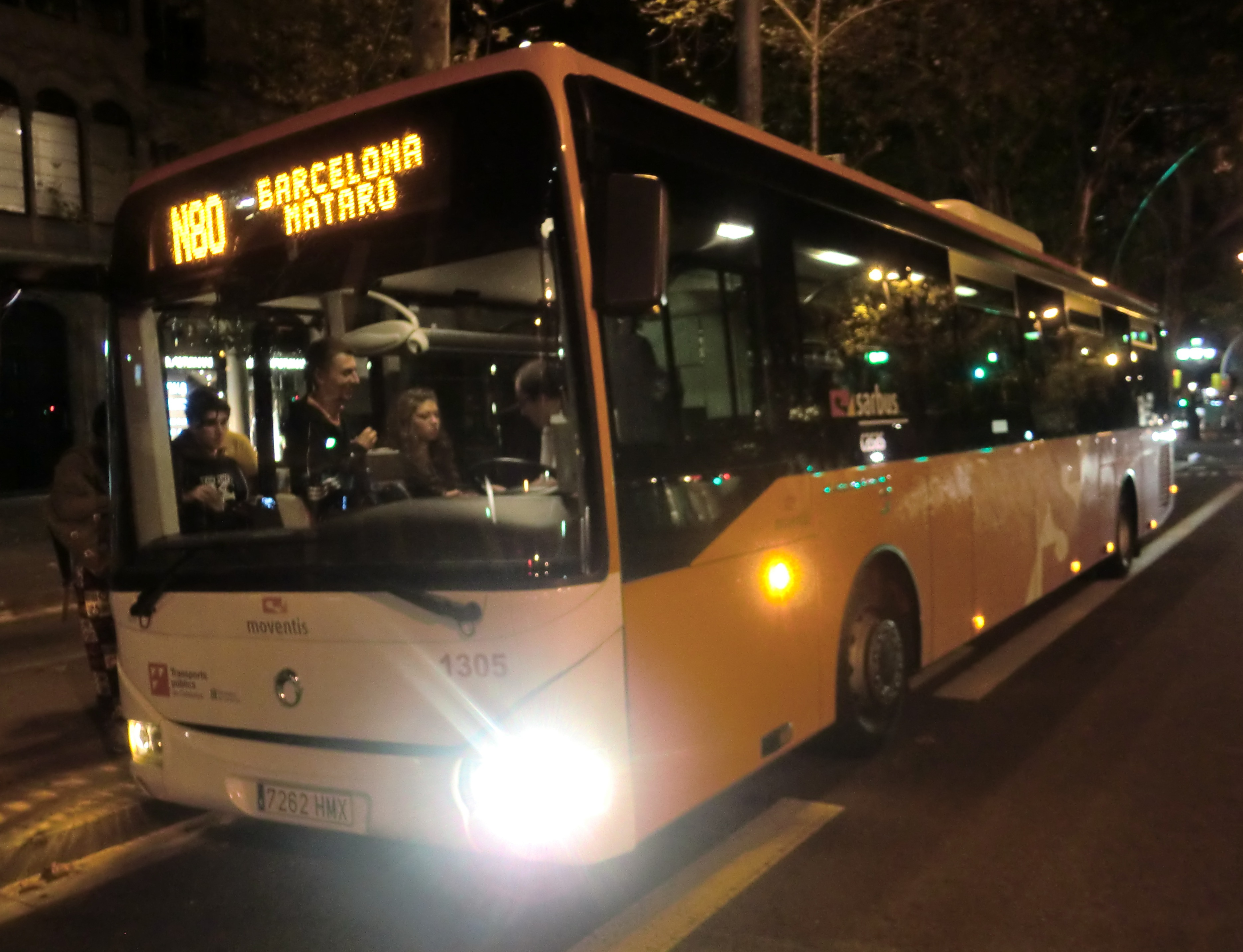
Bus nocturn de la línia N-80 entre Barcelona i Mataró.

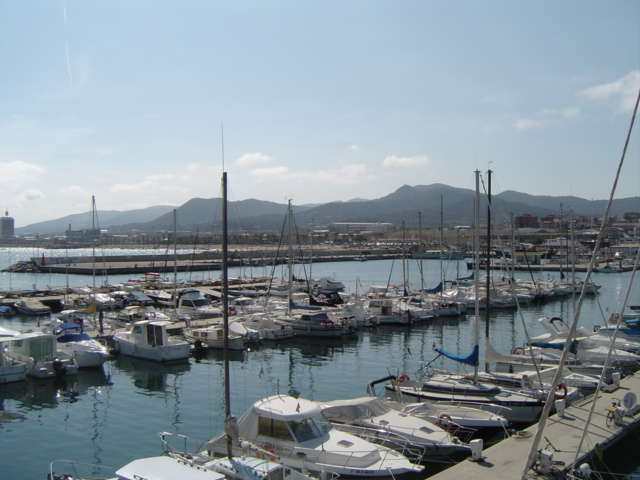
Vista del Port de Mataró

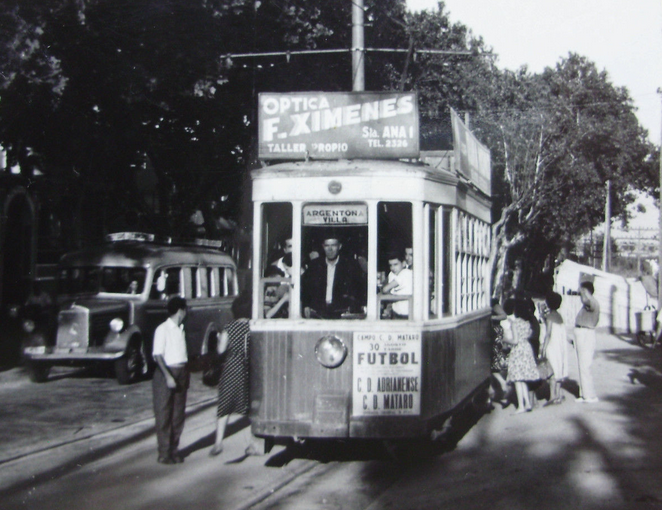
Tramvia Mataró-Argentona a principis dels anys seixanta.

### Comunicació viària
L'autopista C-32 i la N-II comuniquen el municipi amb la resta de la comarca, en direcció a Barcelona pel sud i cap al nord fins a Girona i la frontera amb França.
A Mataró neix la C-60, que comunica la ciutat amb Granollers i el Vallès Oriental pel túnel de Parpers, i que permet l'enllaç amb l'AP-7.
La carretera comarcal C-1415 arriba fins a Mollet del Vallès, passant per Argentona i La Roca del Vallès, a través del coll de Parpers.
Un darrer accés és el Camí del Mig, una via tradicional que connecta pràcticament tot el litoral maresmenc i que es creu que correspon al traçat de l'antiga Via Augusta.

### Ferrocarril
Mataró té una estació de tren de Rodalies Barcelona (Rodalies de Catalunya, Renfe) inclosa dins la línia R1   (Molins de Rei/l'Hospitalet - Blanes/Maçanet), de la qual és una de les estacions terminals habituals. Aquesta fou l'estació d'on sortí el primer tren de la península Ibèrica, l'any 1848, en direcció a Barcelona; i l'edifici actual, de 1905, està inclòs dins l'Inventari del Patrimoni Arquitectònic Català.
La ciutat també està inclosa dins l'ambiciós projecte de la Línia Orbital Ferroviària, definit al Pla d'Infraestructures de Catalunya, que l'hauria d'enllaçar amb Vilanova i la Geltrú per mitjà d'un quart cinturó ferroviari de 119 km, passant per Granollers, Sabadell, Terrassa, Martorell i Vilafranca del Penedès. Dins d'aquesta planificació, també es preveu la creació de quatre noves estacions: Mataró Oest, Mataró Nord, Mataró Centre i Mataró Est. Actualment, però, aquest projecte està aturat.

### Autobusos urbans, interurbans i nocturns
La ciutat compta amb el servei públic d’autobusos Mataró Bus, propietat de l'Ajuntament de Mataró i gestionat per l'empresa Avanza Grupo.
Actualment, ofereix un total de 8 línies urbanes, la majoria de les quals fan parada a l'estació de Rodalies i a l'Hospital de Mataró:
| Línies urbanes de Mataró Bus (2020) | Línies urbanes de Mataró Bus (2020)         |
| ----------------------------------- | ------------------------------------------- |
| 1                                   | Línia Circular                              |
| 2                                   | Línia Circular                              |
| 3                                   | Camí de la Serra - Vista Alegre - Rocafonda |
| 4                                   | Cirera - Molins                             |
| 5                                   | Rodalies - Hospital de Mataró               |
| 6                                   | Institut Català de la Salut - Ctra. de Mata |
| 7                                   | Plaça de les Tereses - Cerdanyola           |
| 8                                   | Rodalies - Galícia                          |

També hi ha diverses línies interurbanes que comuniquen Mataró amb altres ciutats de la comarca i d'altres comarques més properes:
| Línia | Recorregut                                   | Operada per            |
| ----- | -------------------------------------------- | ---------------------- |
| e11.1 | Mataró Centre – Barcelona                    | Moventis Empresa Casas |
| e11.2 | Mataró Nord – Barcelona                      | Moventis Empresa Casas |
| e13   | Mataró – Granollers                          | Sagalés                |
| C-5   | Mataró – UAB                                 | Moventis Empresa Casas |
| C-10  | Mataró – Barcelona (per N-II)                | Moventis Empresa Casas |
| C-20  | Mataró – Llavaneres – Sant Vicenç de Montalt | Moventis Empresa Casas |
| C-30  | Mataró – Vilassar de Dalt                    | Moventis Empresa Casas |
| 550   | Mataró – Granollers                          | Sagalés                |
| 551   | Mataró – Canyamars                           | Sagalés                |
| 553   | Mataró – Argentona (pel Cros)                | Sagalés                |
| 554   | Mataró – Argentona                           | Sagalés                |
| 557   | Hospital de Mataró – Argentona – Òrrius      | Sagalés                |
| 569   | Mataró – Argentona – La Roca – Granollers    | Sagalés                |
| 603   | Aeroport – Barcelona – Blanes (per N-II)     | Sagalés                |

Finalment, la ciutat també compta amb línies d’autobús nocturnes:
| Línia | Recorregut                          | Operada per            |
| ----- | ----------------------------------- | ---------------------- |
| N-80  | Barcelona – Mataró                  | Moventis Empresa Casas |
| N-82  | Barcelona – Mataró – Malgrat de Mar | Sagalés                |
| N-83  | Mataró – Malgrat de Mar             | Sagalés                |

### Port marítim
Mataró compta, des de l'any 1991, amb un port marítim amb capacitat per a un total de 1.080 embarcacions i serveis de grua, varador, benzinera, tallers i botigues de material nàutic.
El servei portuari de marineria està actiu les 24 hores, a través del canal 9 del VHF.

### Tramvia

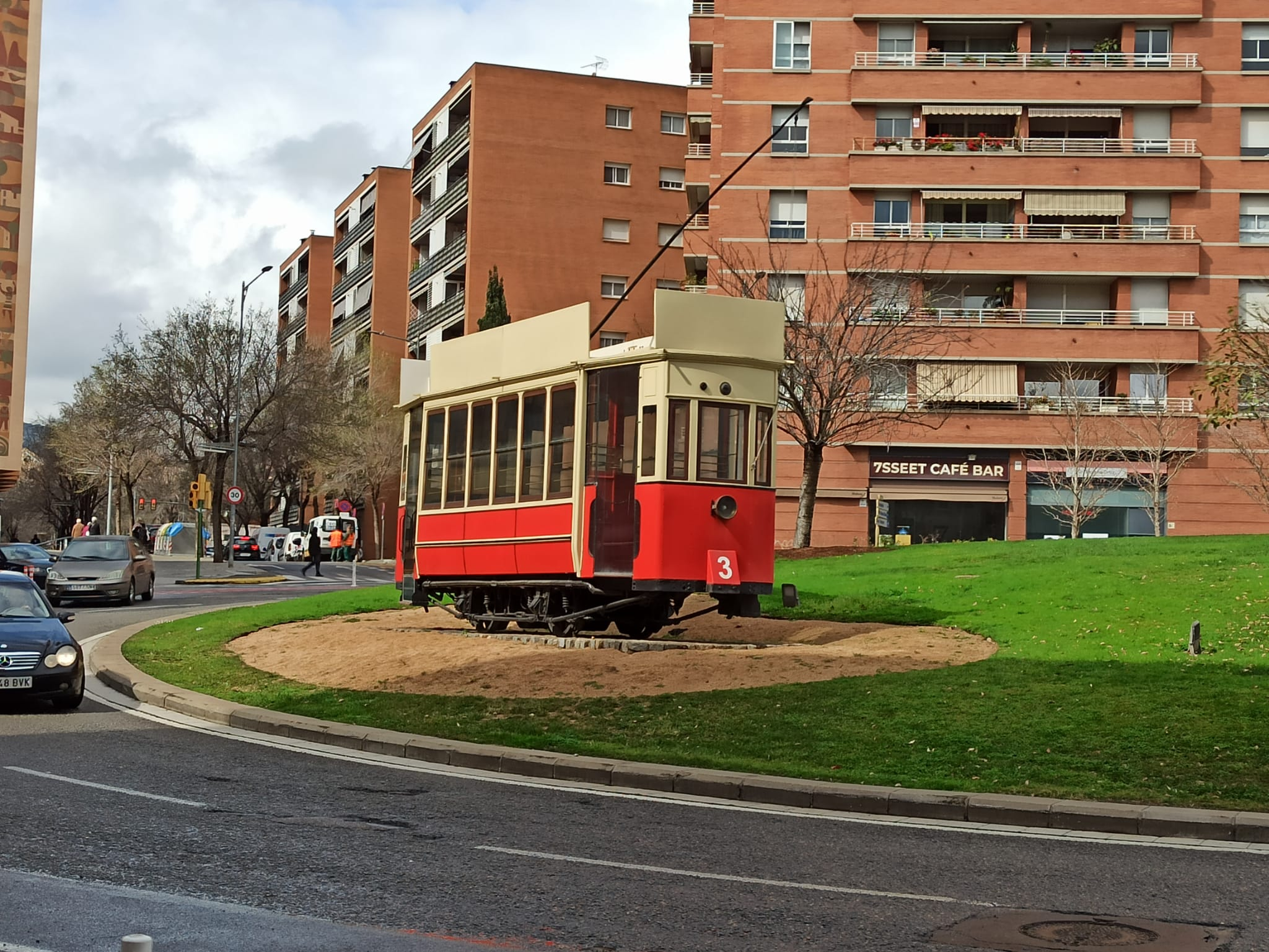
Un dels antics tramvies, actualment ubicat a la plaça de Granollers de Mataró.

La ciutat va comptar amb una línia de tramvia Mataró-Argentona, que connectà les dues poblacions entre els anys 1928 i 1965. Aquest fou un mitjà de transport molt popular, que tanmateix no comptà amb el suport necessari per a sobreposar-se a l'auge del cotxe i l'autobús. Actualment hi ha dos cotxes restaurats i exposats en espais públics que en donen testimoni, un col·locat a la Plaça de Granollers de Mataró, on hi havia hagut les antigues cotxeres, i l'altre a la Plaça Nova d'Argentona, on finalitzava el trajecte.

## Personatges cèlebres
Categoria principal: Mataronins

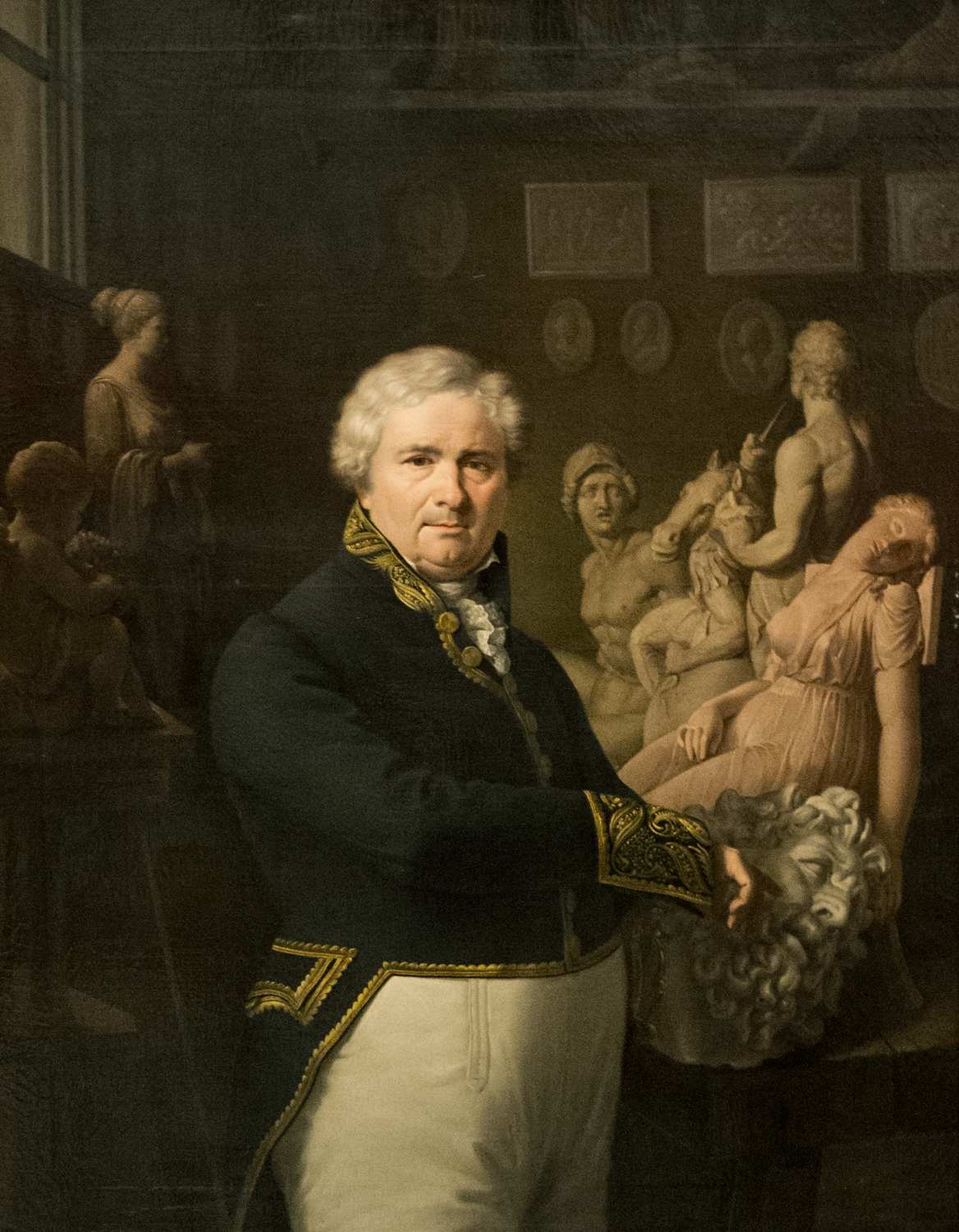
Damià Campeny en un retrat de Vicenç Rodés (1838).

Nombroses persones reconegudes han nascut o s'han establert a Mataró, d'entre les quals destaquen les següents:
Nascuts abans del segle xix
- Joan Pujol (segle xvi), prevere i poeta renaixentista, autor de La Batalla de Lepant (1574)
- Melcior de Palau i Boscà (1600-1670), bisbe d'Urgell i copríncep d'Andorra
- Pasqual d'Aragó (1626-1677), religiós que exercí com a regent de Catalunya al Consell d'Aragó, virrei interí de Nàpols i arquebisbe de Toledo
- Francesc Dorda i Germí (1641-1716), religiós i polític austriacista, fou abat de Poblet i bisbe de Solsona
- Lluís Misón (1726 - 1766), compositor, impulsor de la tonadilla escènica
- Damià Campeny i Estrany (1771-1855), escultor i màxim exponent del Neoclassicisme català
- Antoni Puigblanch (1774-1840), hebraista, polític i escriptor precursor de la Renaixença
- Miquel Biada i Bunyol (1789-1848), emprenedor i impulsor del ferrocarril a Catalunya
- Jaume Isern i Colomer (1798-1880), organista, pedagog i compositor cec de naixement

Nascuts al segle xix

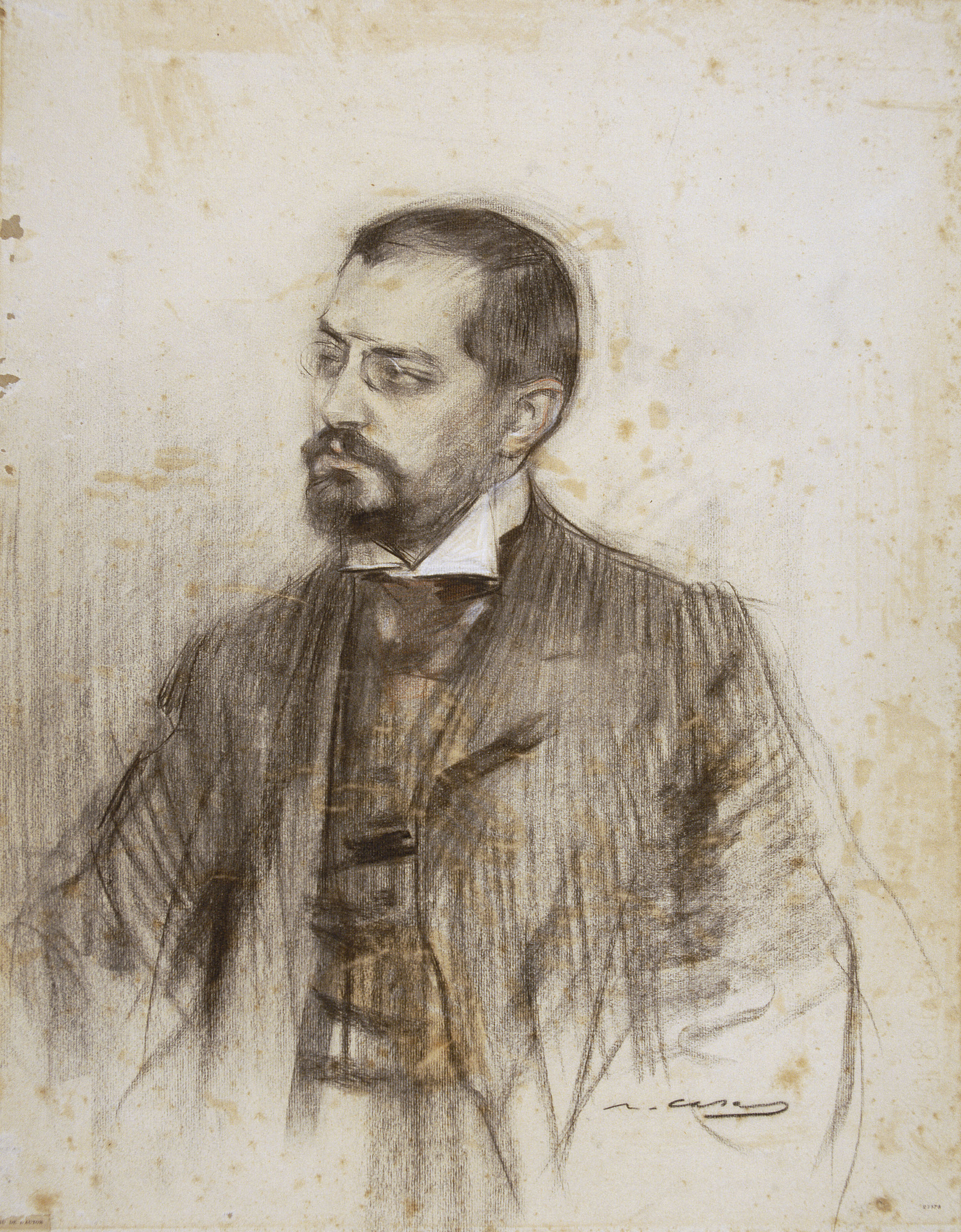
Retrat de Josep Puig i Cadafalch, obra de Ramon Casas i Carbó (1908).

- Jeroni Boada i Renter (1819-1886), arquitecte i mestre d'obres
- Nicolau Guanyabens (1826-1889), metge introductor de l'homeopatia i compositor
- Manuel Blanch i Puig (1827-1883), músic i autor de la Missa de les Santes
- Josep Garcia i Oliver (1834-1883), empresari i polític, fundador de la Caixa d'Estalvis de Mataró
- Terenci Thos i Codina (1841-1903), advocat, polític, economista i escriptor catalanista
- Melcior de Palau i Català (1843-1910), enginyer, escriptor i crític literari
- Emili Cabanyes i Rabassa (1850-1917), arquitecte i polític
- Josep Puig i Cadafalch (1867-1956), arquitecte modernista i polític, president de la Mancomunitat de Catalunya
- Josep Abril i Argemí (1869-1939), polític i escriptor, primer batlle republicà de la ciutat, afusellat per la dictadura franquista
- Melcior de Palau i Simón (1879-1915), arquitecte modernista
- Josep Goday i Casals (1882-1936), arquitecte noucentista[48][86]
- Frank Marshall King (1883-1959), pianista i compositor, deixeble continuador de l'escola d'Enric Granados
- Rafael Estrany i Ros (1884-1956), pintor i museòleg, promotor i primer director del Museu de Mataró
- Josep Colomer Volart (1886-1929), polític, empresari i mecenes
- Joan Peiró i Belis (1887-1942), anarcosindicalista, cooperativista i ministre de la República durant la Guerra Civil
- Manuel Fontanals i Mateu (1893-1972), escenògraf i decorador

Nascuts al segle xx

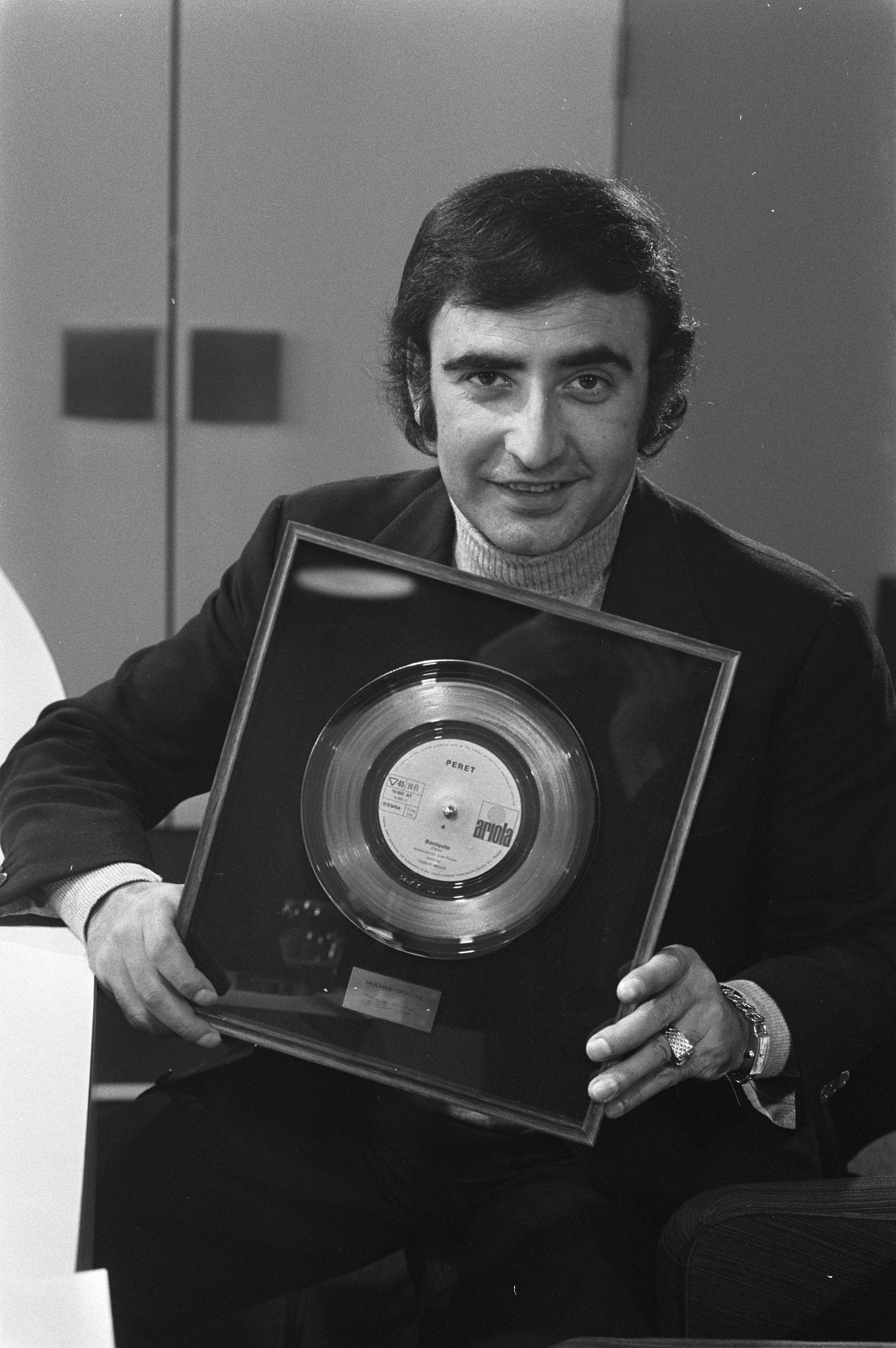
Peret sostenint el disc d'or que va guanyar l'any 1971.

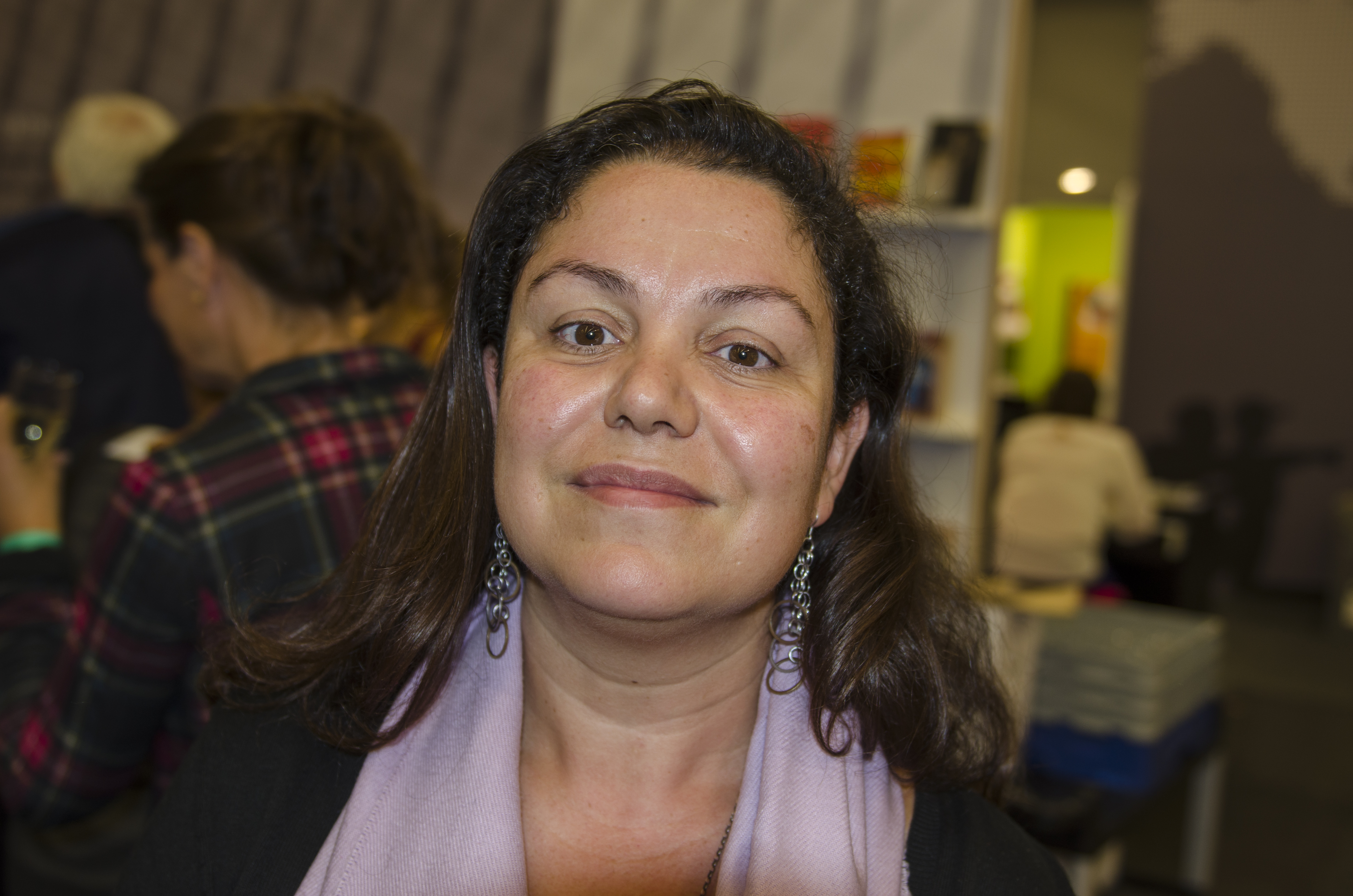
L'escriptora Care Santos.

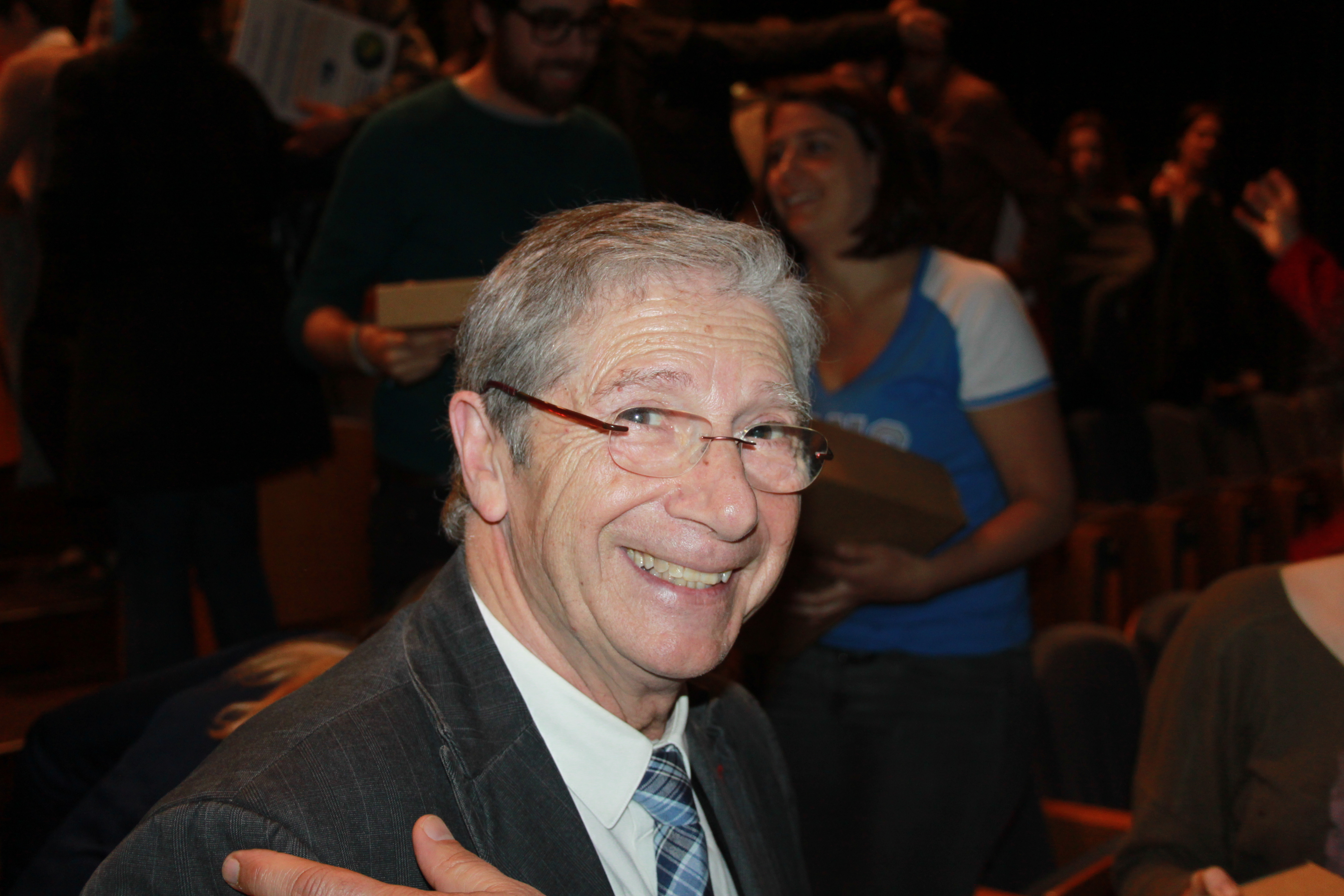
L'actor Joan Pera.

- Francesc Fontanals i Mateu (1900-1968), pintor i dibuixant
- Alexandre Satorras i Capell (1901-1967), mestre i pedagog
- Marià Ribas i Bertran (1902-1996), arqueòleg, dibuixant i historiador director de nombroses excavacions a Mataró i el Maresme
- Lluís Ferrer i Clariana (1909-1970), historiador local
- Enric Torra i Pòrtulas (1910-2003), pianista i compositor
- Pere Montserrat i Recoder (1918-2017), botànic i ecòleg estudiós de la flora local i fundador de l'Instituto Pirenaico de Ecología
- Joaquim Llovet i Verdura (1921–2017), renovador de la historiografia local i referent sobre la història de Mataró i el Maresme
- Néstor Luján Fernández (1922-1995), periodista, gastrònom i escriptor guanyador dels premis literaris Ramon Llull i Sant Jordi
- Josep Fradera i Soler (1924-2015), promotor cultural i social
- Antoni Comas i Pujol (1931-1981), historiador i crític literari, primer catedràtic de Llengua i Literatura Catalana després de la Guerra Civil
- Manuel Cusachs i Xivillé (1933-2019), escultor
- Peret (1935-2014), músic i compositor emblemàtic de la rumba catalana
- Joan Majó i Cruzate (n. 1939), empresari i polític, alcalde i ministre espanyol d'Indústria
- Antoni Serra i Illas (n. 1939), entrenador professional de bàsquet
- Perecoll (n. 1948), pintor i escultor
- Joan Pera (n. 1948), actor
- Joan Ramon Mainat i Castells (1951-2004), periodista i productor de televisió
- Manuel Cuyàs i Gibert (1952-2020), periodista
- Jordi Bosch i Palacios (n. 1956), actor de cinema, teatre i televisió
- Santi Carreras i Suris (n. 1958), periodista
- Joan Vives Bellalta (n. 1964), músic i divulgador musical
- Care Santos (n. 1970), escriptora i crítica literària guanyadora dels premis literaris Ramon Llull i Planeta
- Sílvia Abril Fernández (n. 1971), actriu
- Espartac Peran i Masafrets (n. 1972), periodista i presentador de televisió
- Nacho Vidal (n. 1973), actor i director porno
- Neil Harbisson (n. 1984), artista contemporani i activista ciborg
- Nuria Martínez i Prat (n. 1984), jugadora professional de bàsquet
- Joan Safont i Plumed (n. 1984), periodista i escriptor
- Dídac Vilà Rosselló (n. 1989), jugador professional de futbol
- Marta Torrejón (n. 1990), jugadora professional de futbol
- Roser Tarragó i Aymerich (n. 1993), jugadora professional de waterpolo
- Leila Ouahabi (n. 1993), jugadora professional de futbol

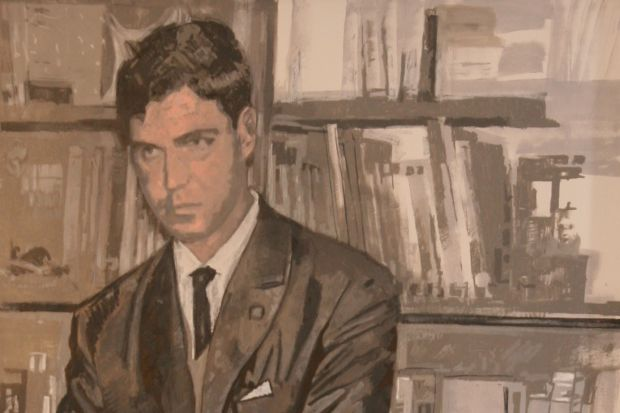
Retrat d'Antoni Comas a la Galeria de Matarronins Il·lustres.

### La galeria de mataronins il·lustres
En aquest espai emblemàtic de la Casa de la Ciutat estan exposats els retrats a l'oli de 14 personalitats: Francesc Dorda, Damià Campeny, Antoni Puig Blanch, Miquel Biada, Josep Garcia i Oliver, Terenci Thos i Codina, Melcior de Palau i Català, Manuel de Bofarull, Francesc de Paula Mas i Oliver, Tomàs Viñas, Josep Puig i Cadafalch, Marià Ribas, Pere Montserrat i Antoni Comas. Actualment no hi figura, encara, cap dona.

### Mataroní/na de l'Any
Entre els anys 2009-2017, el setmanari El Tot Mataró i Maresme organitzà un certamen per tal de triar, a partir de la votació popular, una persona destacada per la seva trajectòria o contribució a la vida de la ciutat.
Les persones premiades en les diverses edicions foren els activistes socials Pep Manté (2009) i Joan Antoni Ciller (2010), el Pare Joan Herrero (2011), l'historiador Joan Salicrú (2012), el portaveu dels afectats per les preferents Diego Herrera (2013), la ninotaire Lara Sànchez (2014), l'oncòloga Maribel Nieto (2015), el nen afectat per la malaltia de Tay–Sachs Aleix Merino (2016) i el dirigent independentista local Carles Estapé (2017).